# Caduta del Regno d'Italia (1814)

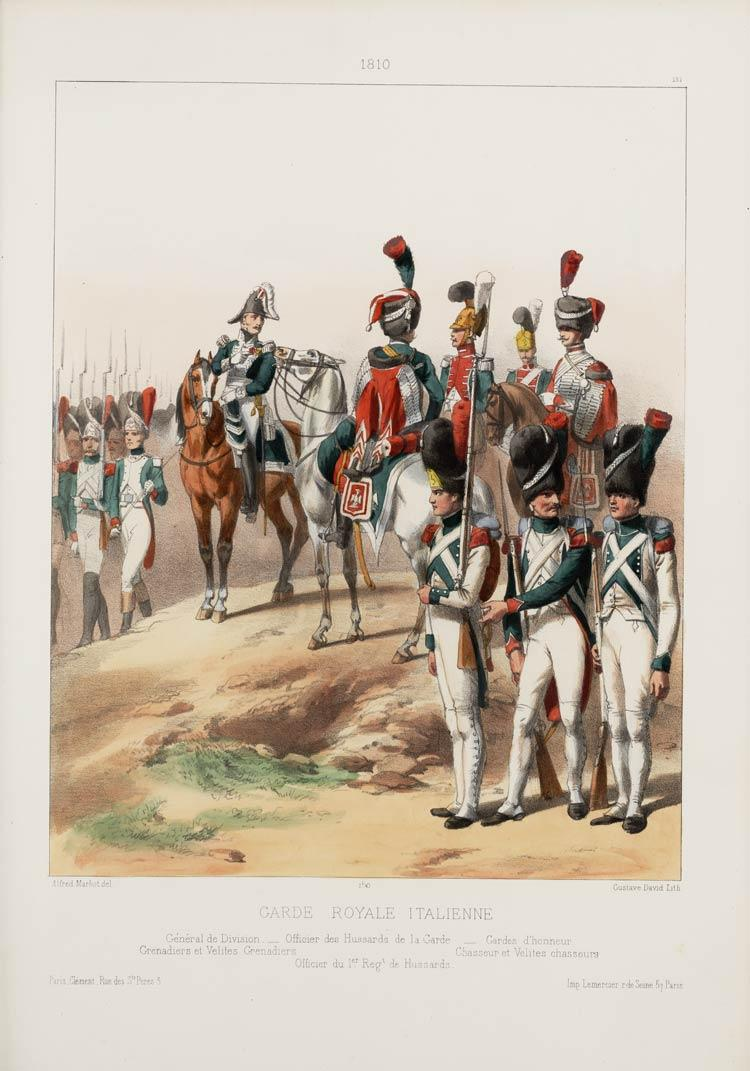
Guardia Reale Italiana nel 1810-1814. Da sinistra: generale di divisione, ufficiale degli ussari della Guardia, ufficiale del 1º reggimento ussari, guardia d'onore, granatieri e fucilieri.

La caduta del Regno d'Italia avvenne nel 1814 a conclusione di una lunga serie di eventi sia militari sia politico-diplomatici che coinvolsero lo Stato napoleonico nelle fasi finali della guerra della Sesta coalizione e nel periodo immediatamente successivo.
Infatti, al termine del conflitto, conclusosi in seguito all'abdicazione dell'imperatore dei Francesi, il Regno d'Italia, di cui formalmente Bonaparte deteneva ancora la corona, fu attraversato da una profonda crisi politica, alimentata dal timore che le potenze della Coalizione potessero dissolvere il regno contrariamente alla volontà dei patrioti italiani, che auspicavano non solo la sua sopravvivenza ma anche la sua indipendenza. Nonostante i vari tentativi da parte dei senatori e consiglieri di Stato di mantenere in vita il regno, nel maggio del 1814 il generale Bellegarde sciolse formalmente la precedente entità statale e dichiarò la contemporanea nascita del Regno Lombardo-Veneto, immediatamente inglobato dall'Impero austriaco come compensazione per gli sforzi anti-francesi.
La delicata situazione politica dell'Italia, ma più in generale dell'intera Europa, venne discussa tra il 1814 e il 1815 nel Congresso di Vienna, dove l'intero assetto politico del continente venne ridisegnato. A farne le spese furono tutti gli Stati napoleonici, smembrati e scomparsi alla fine del congresso. Lo scontento da parte della classe borghese e liberale italiana per la fine dell'esperienza napoleonica fu notevole. Il desiderio di uno Stato italiano indipendente pose le basi ideologiche per il futuro periodo del Risorgimento.

## Antefatti

### La spedizione in Russia

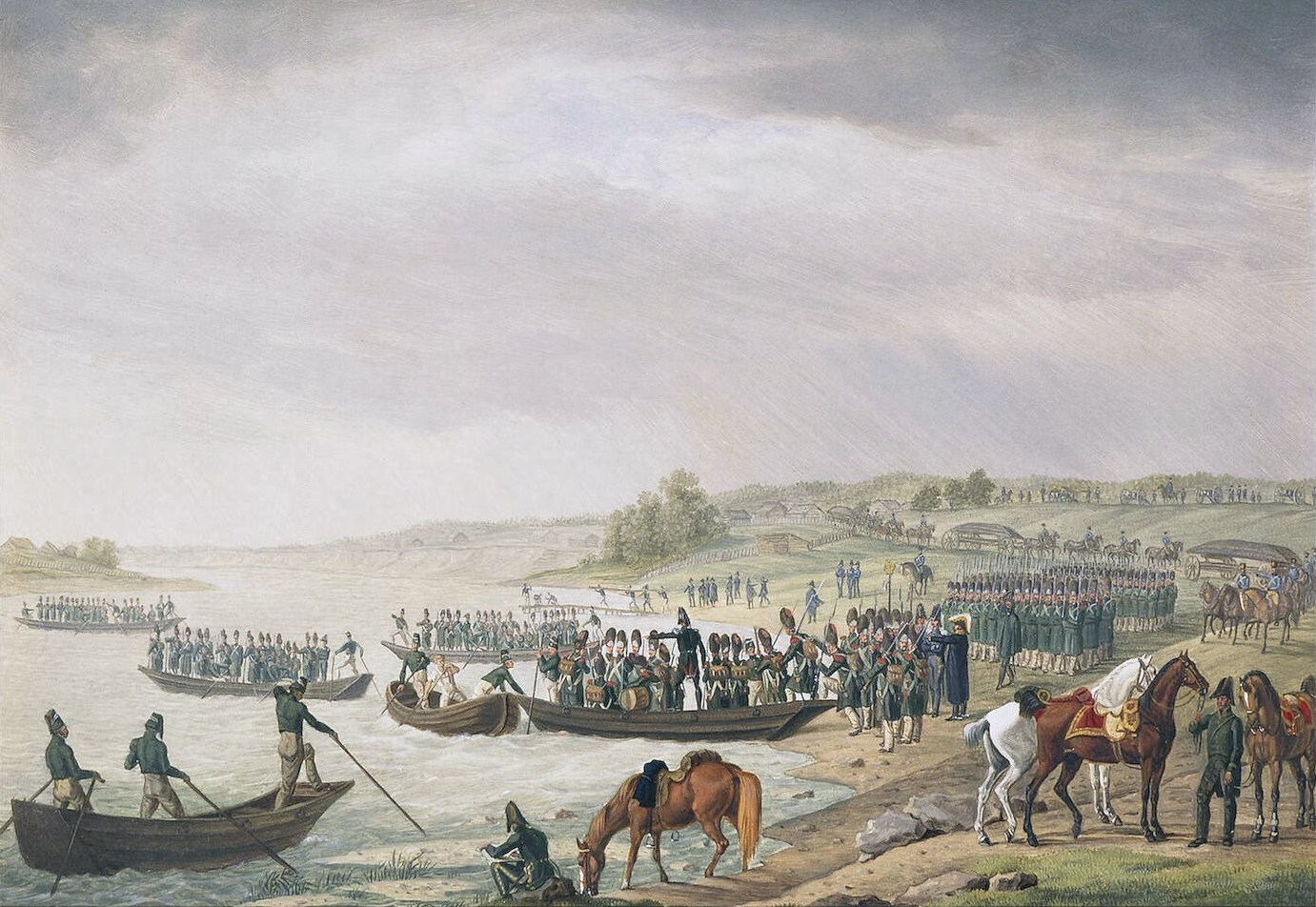
Attraversamento del Niemen del 1812

Il periodo di relativa pace che aveva interessato l'Europa dopo il trattato di Schönbrunn fu interrotto dall'azzardata decisione di Bonaparte di invadere la Russia, rea di aver infranto il blocco continentale e di aver commerciato con i britannici, contravvenendo agli accordi presi cinque anni prima, al termine della guerra della Quarta coalizione. Napoleone non badò a spese progettando l'invasione dell'impero zarista: oltre 600 000 uomini furono raccolti da tutta l'Europa, pronti a ingaggiare e a sconfiggere l'esercito nemico sul loro stesso suolo. Ovviamente, il grosso dell'esercito era di matrice puramente francese, completamente fedele all'imperatore, mentre altri reparti, come quelli austriaci e prussiani, che costituivano solo una piccola minoranza, esibivano un comportamento più ambiguo, collaborando con il resto della Grande Armée, ma limitandosi al minimo essenziale per non destare sospetti.

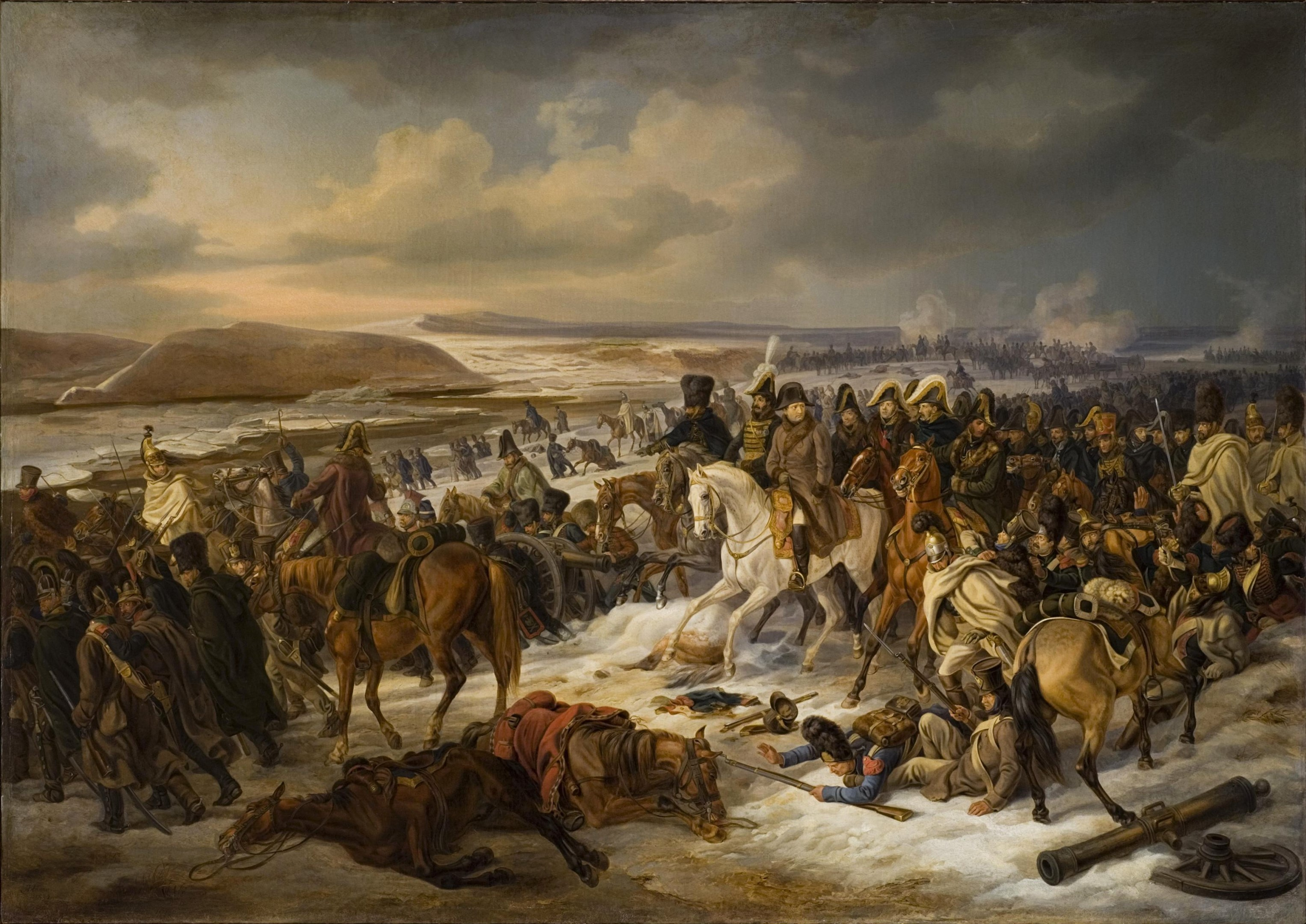
I francesi alla Beresina

Le operazioni ebbero inizio nel giugno del 1812. Solo per attraversare con tutto l'esercito il Niemen, il confine naturale con la Russia, ci vollero cinque giorni. La campagna, però, non seguì le aspettative di Napoleone: la lentezza di manovra di un esercito così numeroso impediva all'imperatore francese di attuare le sue solite tattiche di accerchiamento con efficacia e i russi più volte riuscirono a sfuggire alla sua morsa. Le battaglie campali tra i due eserciti non risultarono mai essere decisive, al contrario, furono piuttosto costose in termini di vite umane e contribuirono ad attirare l'intera armata d'invasione verso il centro del Paese. Giunti a Mosca, colpita da un poderoso incendio al loro arrivo, i soldati della Grande Armée rimasero nell'antica capitale ad aspettare una proposta di pace da parte dello zar Alessandro per quasi un mese. Con l'inverno ormai alle porte, Napoleone decise di ritirarsi, sperando di raggiungere un territorio amico prima dell'inizio del grande freddo che caratterizza l'inverno russo. Non fu così: i francesi furono travolti dal gelo e furono costantemente colpiti dai russi, che limitandosi ad azioni di guerriglia e a scontri di piccola scala, impedirono alla colonna francese di marciare in tranquillità. Giunti alla Beresina nelle ultime settimane di novembre, i pochi soldati rimasti riuscirono ad attraversare il fiume sotto l'attacco delle varie armate russe. Dell'armata che solo sei mesi prima aveva varcato il confine russo restava meno di un'ombra: si stima che solo un soldato su dieci fosse riuscito a tornare.

### La guerra in Germania

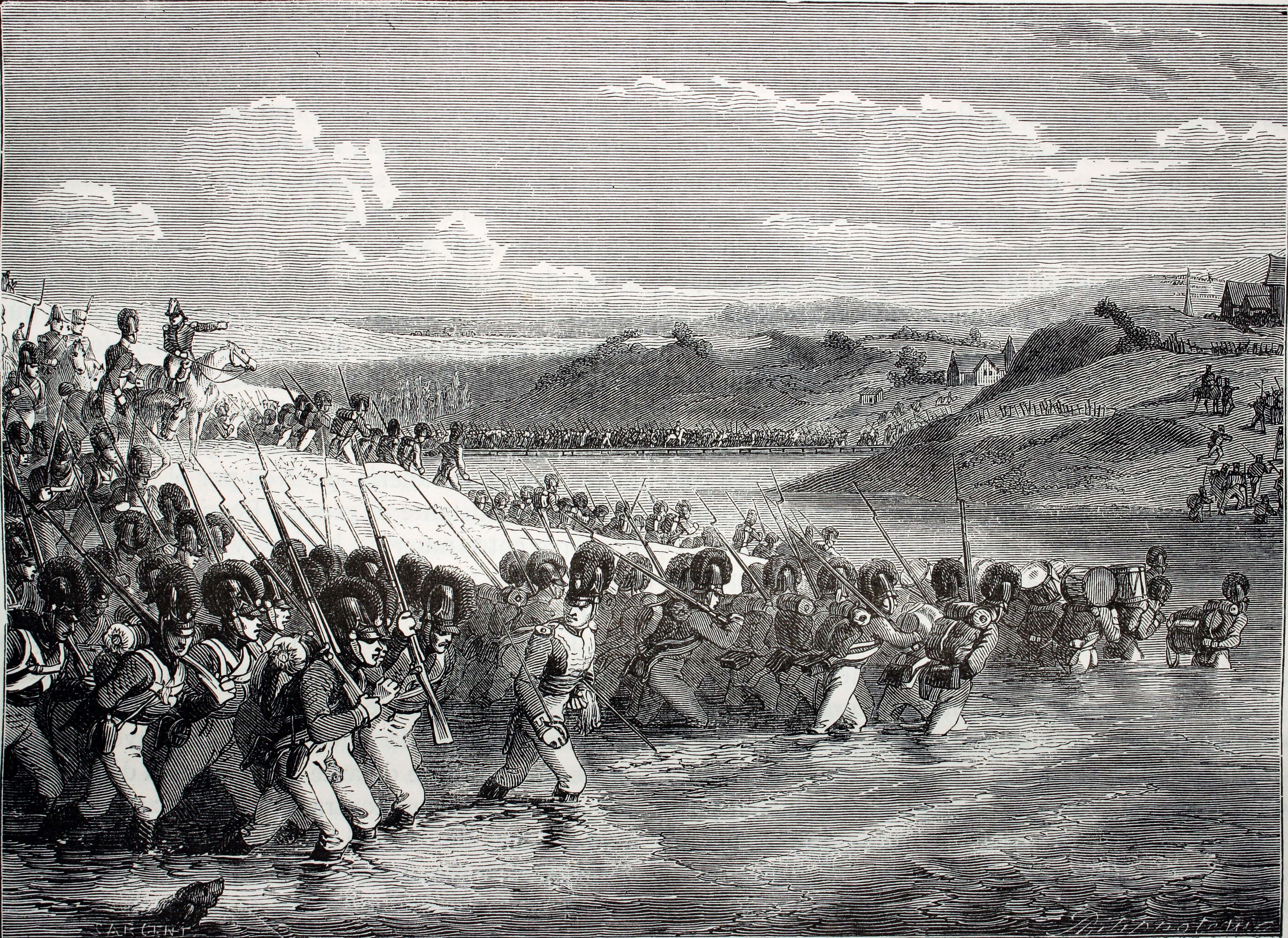
Battaglia di Bautzen

Finalmente colto un momento di debolezza dei francesi, le potenze europee ostili alla Francia non indugiarono a entrare in guerra. Per mantenere l'equilibrio tra le forze, Bonaparte fu costretto a chiamare una leva straordinaria di 350 000 uomini. Le forze di Napoleone e quelle della coalizione si scontrarono in Germania, dove dopo due costose ma buone vittorie a Lützen e a Bautzen i francesi sembravano aver acquisito un certo vigore e la determinazione della coalizione iniziò a vacillare. Nel giugno 1813, gli austriaci, rimasti fino a quel momento neutrali, proposero un armistizio, accettato da ambe le parti, sperando di riuscire a ottenere un ridimensionamento della Francia in cambio della pace. Secondariamente, se ciò non fosse accaduto, era loro intenzione sondare il terreno e schierarsi dalla fazione che sembrava in grado di giungere alla vittoria più facilmente. Napoleone, venuto personalmente a colloquio con Metternich, il ministro degli esteri asburgico, non riuscì ad accantonare il proprio orgoglio, impedendo così il raggiungimento di un accordo tra le varie parti. Allo scadere dell'armistizio, l'Austria si schierò al fianco delle potenze della coalizione, non solo aumentando il potenziale bellico dei coalizzati in Germania, ma aprendo un secondo fronte in Italia, dove l'esercito reale era stato decimato dalle campagne di Spagna e di Russia.

## La guerra in Italia

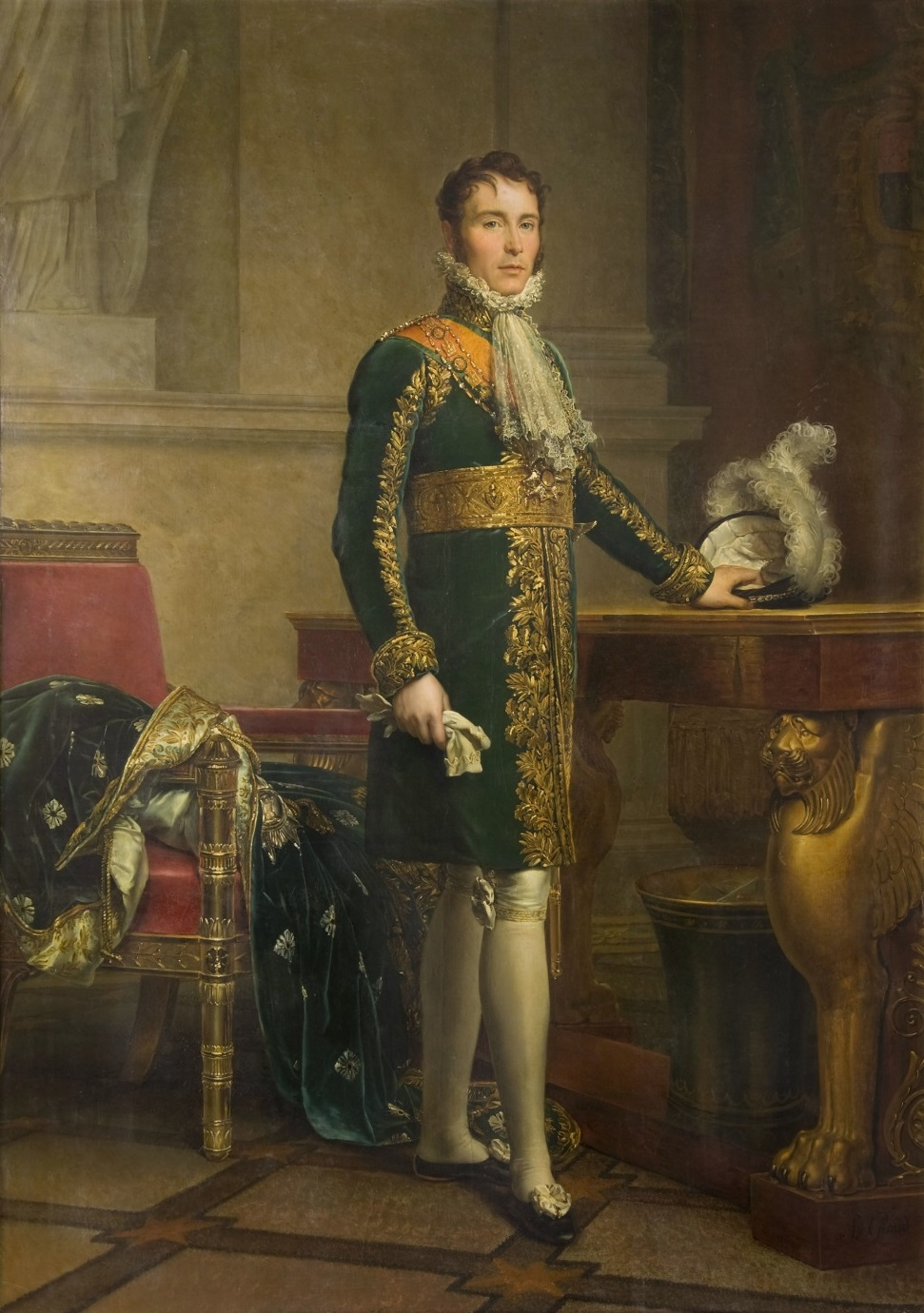
Eugenio di Beauharnais

Napoleone aveva previsto che l'Austria si sarebbe schierata contro di lui se le trattative fossero fallite. Per questo motivo, a maggio aveva inviato il proprio figliastro Eugenio, viceré d'Italia, a difendere i confini meridionali dell'impero e del regno napoleonico della penisola. La sfida che il generale francese doveva affrontare non era affatto semplice: le perdite subite in Russia dal corpo di spedizione italiano, da lui stesso guidato, erano state immense e gran parte di quel che restava dell'esercito era ancora impegnato in Spagna o in Germania. Nonostante ciò, Eugenio riuscì a radunare circa 45 000 uomini tra francesi e italiani nei mesi estivi e si posizionò in Friuli, pronto a difendere le due principali vie di ingresso dell'esercito imperiale austriaco in Italia, tramite Lubiana e la valle dell'Isonzo a est e a Tarvisio a nord. A fronteggiare gli italiani vi erano 40 000 austriaci, guidati dal generale Hiller.
I franco-italiani iniziarono positivamente la loro campagna tra agosto e le prime settimane di settembre: gli austriaci erano stati allontanati da Villaco e sconfitti nei pressi di Feistritz sul fronte settentrionale mentre il resto dell'esercito di Eugenio si era addentrato in profondità nell'odierna Slovenia, tanto da fare di Lubiana il proprio quartiere generale, sebbene solo per un breve periodo. La situazione iniziò a mutare poco dopo: le forze franco-italiane sul litorale dell'Istria e della Dalmazia subirono varie sconfitte per opera dei distaccamenti austriaci, fortemente rinforzati a causa delle defezioni dei croati arruolati nell'esercito napoleonico. Eugenio fu costretto ad abbandonare le proprie posizioni nelle attuali Slovenia e Austria e a fare ritorno in Italia, raggruppando il grosso del proprio esercito tra Gradisca e Gorizia nei primi giorni di ottobre. Avendo avuto notizia di un armistizio tra l'Austria e la Baviera, Eugenio intuì che la situazione stava rapidamente cambiando: per evitare un attacco alle proprie retrovie, al momento coperte dalla riserva del generale Gifflenga, ordinò una ritirata generale verso l'Adige, dove avrebbe formato la propria linea difensiva supportato dalle fortezze di Verona e Legnago. Il movimento retrogrado dei franco-italiani fu caratterizzato da numerosissime defezioni e ammutinamenti da parte dei soldati reclutati nel Friuli e nella parte del Veneto adesso bersaglio degli austriaci. Allo stesso tempo, Hiller tentò di aggirare Eugenio e colpirlo alle spalle, ma il tentativo fu bloccato e l'esercito del viceré, dopo aver rinforzato Venezia, riuscì a raggiungere in relativa tranquillità l'Adige nei primi giorni di novembre.

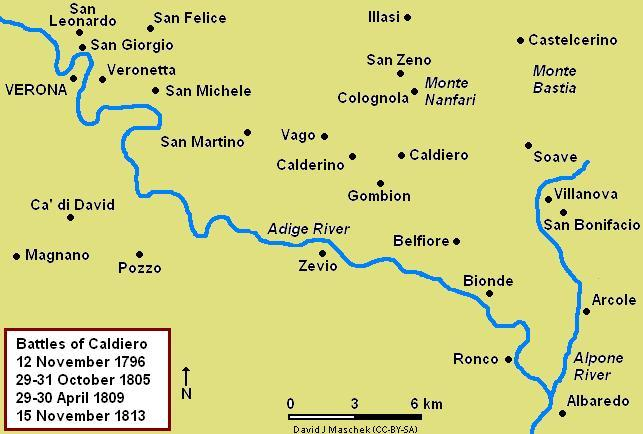
Mappa del Veronese

La posizione scelta da Eugenio era incredibilmente solida e rendeva un eventuale attacco da parte degli austriaci non solo molto complicato ma anche molto rischioso. Di tutto ciò si ebbe la prova molto presto. Il 13 novembre, dopo aver individuato un grosso distaccamento austriaco raccoltosi nei pressi di Caldiero in preparazione a un'offensiva sul fiume, Eugenio inviò il generale Grenier con una colonna ad attaccarlo, ottenendo una brillante vittoria. Qualche giorno dopo, il 19 dello stesso mese, le postazioni francesi di San Michele e San Martino Buon Albergo vennero attaccate da vari reparti austriaci, in evidentissima superiorità numerica sulle due guarnigioni francesi: i napoleonici riuscirono a resistere all'assalto e a respingere i loro nemici. Le difficoltà incontrate da Hiller e l'assenza di risultati incoraggianti portarono il Consiglio aulico di Vienna a considerare l'idea di sostituire il comandante austriaco in Italia. Di lì a breve la notizia fu ufficializzata e il sostituto di Hiller venne individuato in Heinrich Johann Bellegarde, generale che in Italia aveva già avuto dei notevoli trascorsi. Il generale giunse in Italia a dicembre: la situazione sull'Adige si attestò su uno stallo, con i francesi dediti a trincerare le loro posizioni e gli austriaci riluttanti ad attaccarle. Sull'altra sponda del Po, il contingente austriaco del generale Nugent, sbarcato nel Polesine dopo aver attraversato l'Adriatico, si addentrava nell'Emilia Romagna.
Mentre i due eserciti ricevevano dei rinforzi negli ultimi giorni di dicembre e lo stallo proseguiva, la diplomazia internazionale aveva portato a degli sviluppi interessanti: Massimiliano I Giuseppe, re di Baviera e suocero di Eugenio, aveva offerto al viceré d'Italia la possibilità di diventare il re dello Stato che da anni governava per conto di Napoleone. In cambio, però, Beauharnais avrebbe dovuto cambiare schieramento e dichiarare guerra ai francesi. Eugenio, da uomo fedele ai propri principi, si rifiutò di attaccare la Francia e soprattutto Napoleone. Se da un lato Eugenio aveva dimostrato la propria fedeltà all'imperatore, qualche centinaio di chilometri più a sud il maresciallo Murat stava percorrendo la strada opposta, disposto a tutto pur di mantenere il controllo del proprio regno. I rapporti tra il re di Napoli e il cognato erano tesi da diversi anni e i recenti eventi della campagna di Russia e la disastrosa sconfitta di Lipsia avevano definitivamente convinto Murat a cercare un accordo con le potenze della Coalizione. Metternich riuscì a trovare un punto d'incontro: l'Austria avrebbe riconosciuto Murat come sovrano in cambio della partecipazione attiva dell'esercito napoletano contro i francesi. L'accordo fu firmato da Murat nel mese di gennaio del 1814, sebbene la dichiarazione formale di guerra da parte dei napoletani alla Francia arrivò solo un mese più tardi.

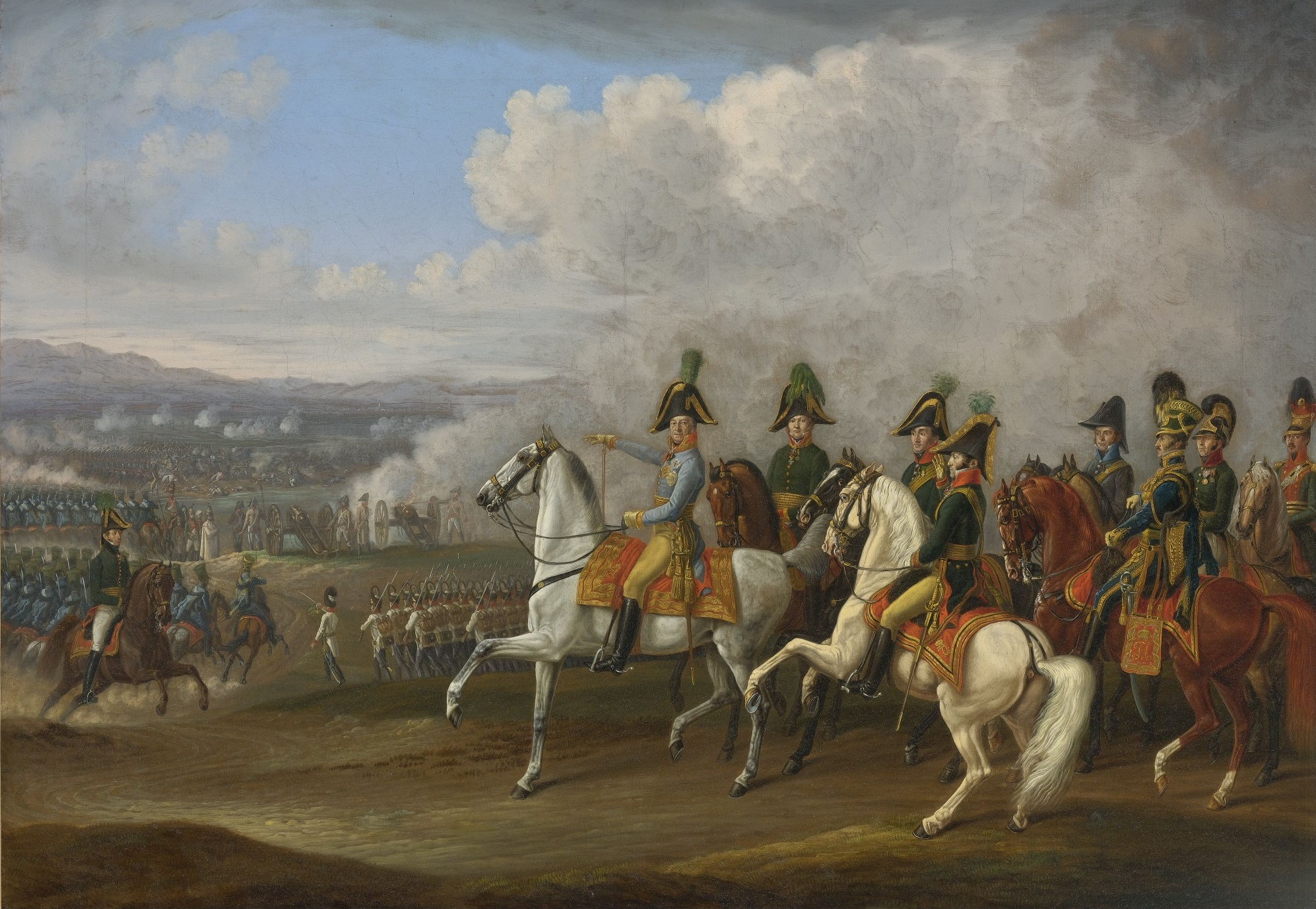
Bellegarde e i suoi ufficiali alla battaglia del Mincio

L'atteggiamento ambiguo di Murat nei mesi di dicembre e gennaio aveva già confermato i sospetti di Napoleone ed Eugenio riguardo alla sua fedeltà e le necessarie precauzioni erano state adottate: l'imperatore aveva suggerito una ritirata verso le Alpi ma Eugenio, correttamente comprendendo l'importanza di mantenere gli austriaci lontano dalla Francia e valutando le difficoltà di una manovra simile, decise di abbandonare l'Adige e ritirarsi sul Mincio, in modo da poter impiegare i propri uomini anche per affrontare la nuova minaccia posta dai napoletani. Nei giorni immediatamente successivi alla ritirata sul Mincio, Bellegarde ed Eugenio si mossero casualmente l'uno contro l'altro, totalmente ignari dell'attacco dell'avversario: la battaglia che ne conseguì, tatticamente conclusasi in un pareggio, sancì la fine delle ostilità tra austriaci e napoleonici sul fronte lombardo, che salvo qualche piccolo scontro, rimase tranquillo per altri due mesi. Più a sud, in Emilia, l'intervento dei napoletani spostò gli equilibri in favore della coalizione: dopo una prima vittoria francese a Parma, le forze di Nugent e Murat trovarono un successo a San Maurizio nella prima metà di marzo e, dopo un mese di relativa inattività, anche sul Taro a metà aprile, arrivando a minacciare Piacenza. Due giorni dopo quest'ultima battaglia, la guerra giunse improvvisamente alla sua conclusione.

### La fine del conflitto

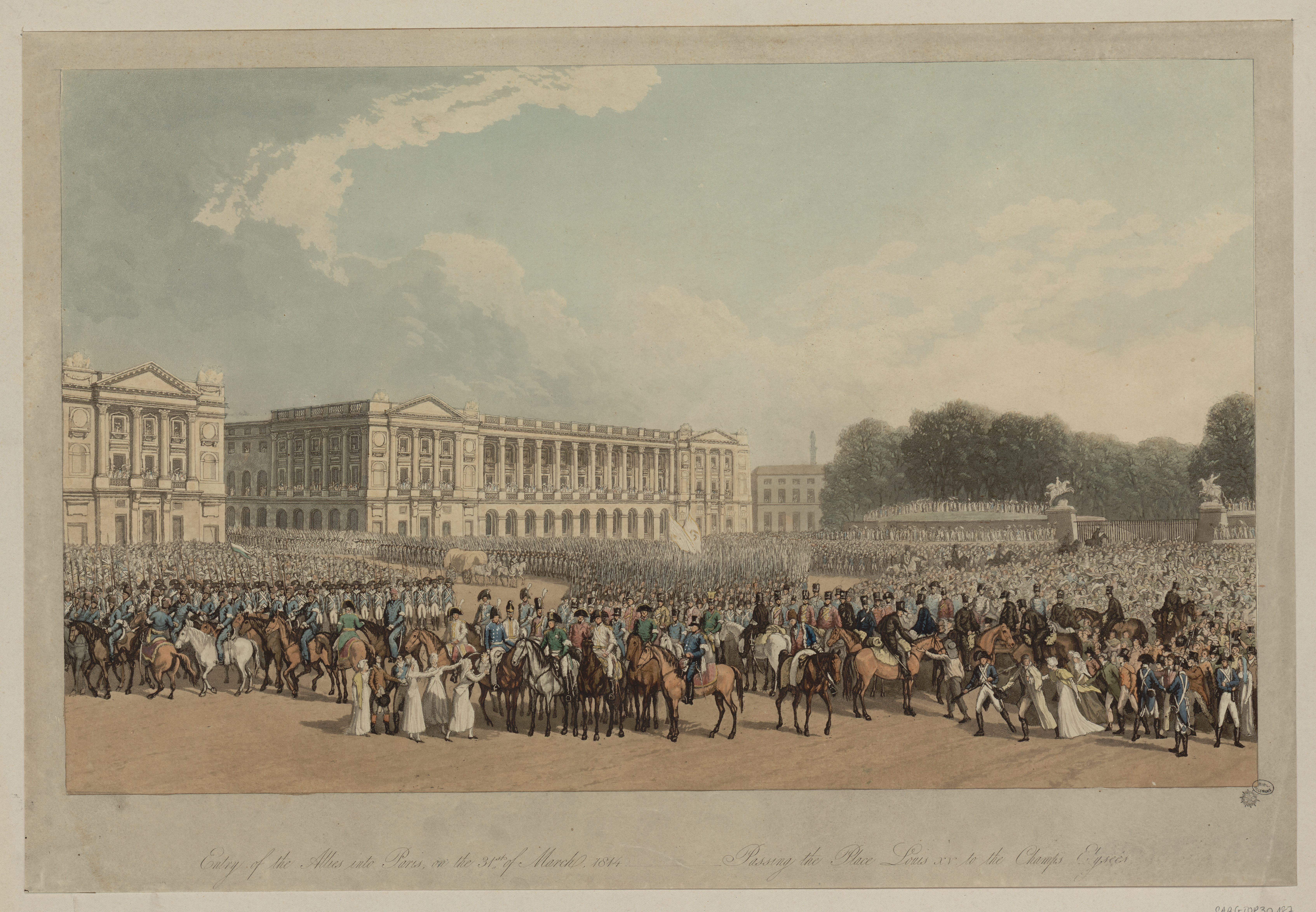
Entrata delle forze della Coalizione a Parigi il 31 marzo 1814

Se in Italia le forze di Eugenio erano riuscite a trattenere l'avanzata della Coalizione, lo stesso non si poteva dire delle forze guidate direttamente da Napoleone, che sotto la continua pressione degli eserciti nemici erano state costrette ad arretrare a un ritmo lento ma costante, fino a essere costrette a tornare sulla sponda occidentale del Reno. Nel periodo trascorso tra la disastrosa sconfitta di Lipsia e l'inverno del 1814, la marcia retrograda della Grande Armée aveva permesso per la prima volta in oltre vent'anni a degli eserciti stranieri di penetrare nel territorio nazionale francese e, differentemente da quanto successo all'esercito di Brunswick nel 1792, non era stato possibile fermarli in alcun modo: mentre Napoleone era a Fontainebleau, il maresciallo Marmont, che avrebbe dovuto gestire la difesa della capitale francese, trovò un accordo con il nemico per una capitolazione priva di spargimenti di sangue, sostanzialmente consegnando la propria armata al nemico e con essa la città intera. Caduta Parigi, fu chiaro che la situazione era assolutamente irrecuperabile: in pochi giorni, Napoleone abdicò e si arrese. Con questo atto il conflitto volse inevitabilmente verso la fine.

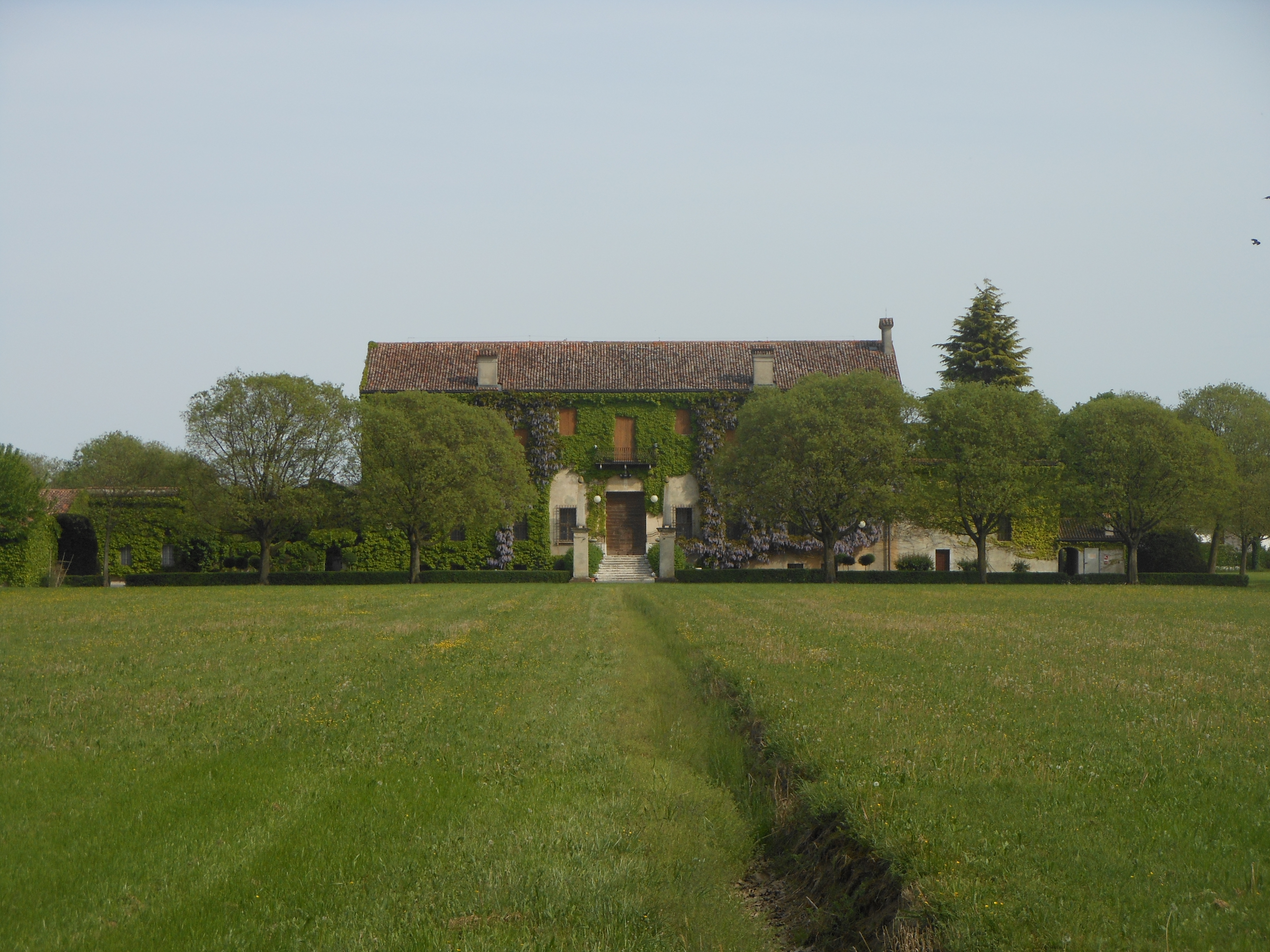
Palazzo di Schiarino-Rizzino

Giunta finalmente voce in Italia dei fatti di Fontainebleau e della capitolazione di Parigi, scomparve improvvisamente qualsiasi motivazione che avrebbe potuto spingere a un proseguimento del conflitto tra i franco-italiani e le forze della Coalizione: il titolo di Re d'Italia poggiava sulla testa di Napoleone e con la sua deposizione cadeva ogni pretesto per ostinarsi nella lotta armata. Animato anche dalla volontà di impedire ulteriori spargimenti di sangue, Eugenio incaricò il generale Zucchi di firmare una convenzione in sua vece: il 16 aprile, nel palazzo di Schiarino-Rizzino, non lontano da Mantova, le due parti giungevano a un accordo per la cessazione momentanea delle ostilità. In realtà, l'accordo concluso tra le due parti trascendeva il solo ambito militare, trattando in parte anche il futuro dello stesso Regno d'Italia: veniva infatti concessa la possibilità di inviare una delegazione da Eugenio di fronte alle potenze vincitrici del conflitto a Parigi. Questo significava che vi fosse una concreta possibilità di intavolare delle trattative per mantenere in vita il regno italico anche dopo la deposizione del suo originale monarca. Anzi, di fatto, tramite la convenzione, l'esistenza del regno veniva riconosciuta dalle potenze straniere, implicitamente suggerendo che il ruolo di Eugenio all'interno del regno fosse diverso da quello di un semplice esecutore degli ordini di Napoleone e che in realtà si avvicinasse molto di più a quello di un vero sovrano.

## Il quadro politico
La situazione nella capitale lombarda era diventata progressivamente più movimentata al passare del tempo e dell'evoluzione del conflitto in favore delle forze della coalizione. Il principale motivo di discussione politica era ovviamente la preservazione del regno al termine della guerra: sebbene le forze di Eugenio, per il momento, avessero mantenuto la Lombardia al sicuro dalle forze coalizzate e non pareva ci fossero gravi minacce in tal senso, l'esistenza stessa del Regno d'Italia era legata a doppio filo con la Rivoluzione francese e con la figura di Napoleone, formalmente re d'Italia dal 1805. Seguendo i principi reazionari e di restaurazione che le potenze della coalizione sembravano intenzionate a perseguire e applicare in seguito alla sconfitta dell'imperatore francese, l'assetto politico della penisola sarebbe stato stravolto e dell'attuale regno unitario si sarebbero perse le tracce, smembrato e distrutto in seguito alla deposizione del suo protettore e regnante.

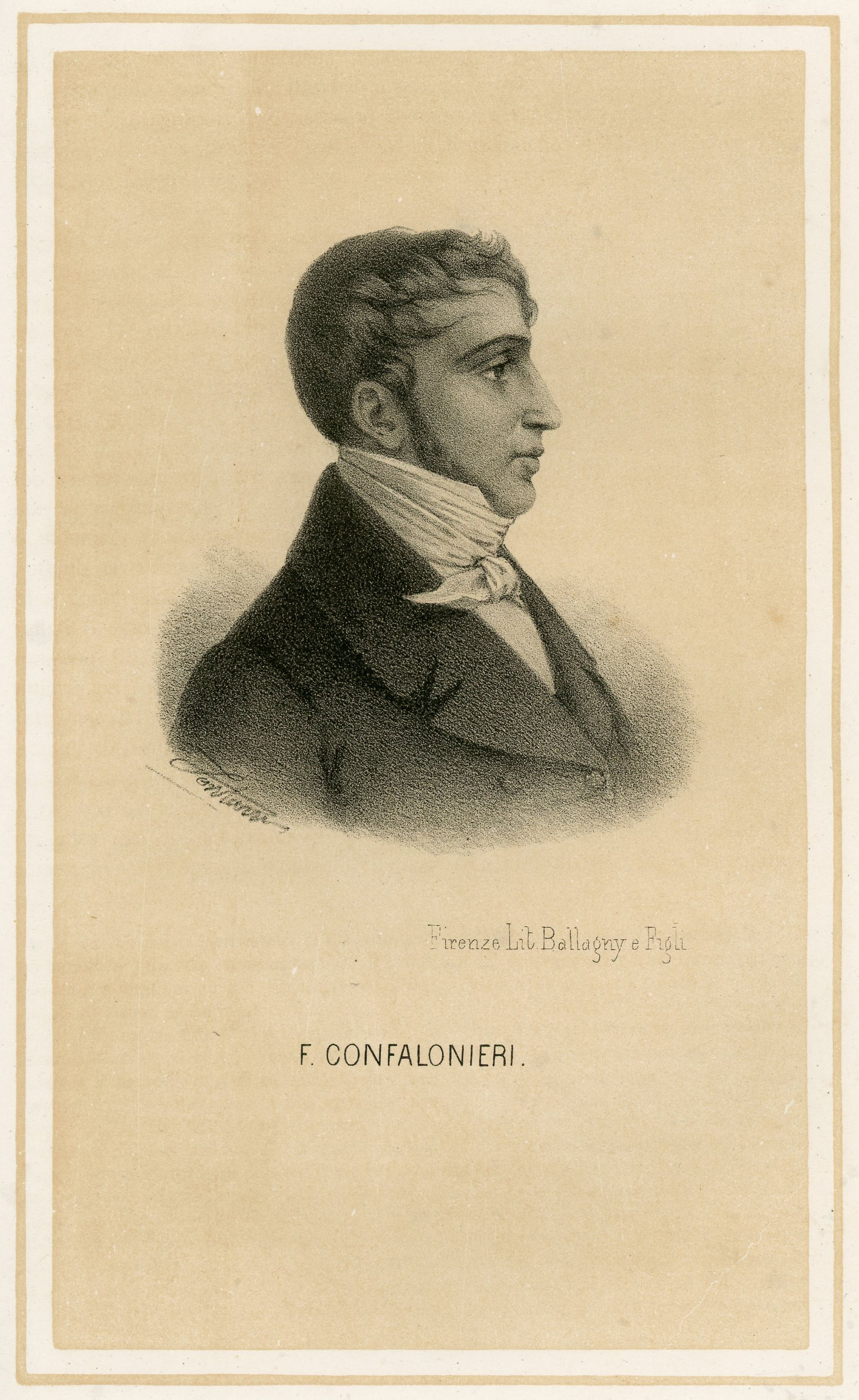
Federico Confalonieri

 La soluzione più immediata a questo problema era la stessa che Murat aveva cercato per il proprio regno e che lo aveva portato a cambiare fazione: staccandosi da Napoleone, forse, le potenze europee avrebbero concesso al regno di continuare la propria esistenza. Questo progetto, tuttavia, non era di facile realizzazione. Infatti, già numerosi appelli all'indipendenza del regno erano stati lanciati dallo stesso Gran Cancelliere Melzi d'Eril direttamente all'imperatore nel corso degli ultimi mesi, nella speranza di riuscire a scindere il destino dell'Impero francese da quello del regno italico, permettendo a quest'ultimo di trattare la propria resa separatamente con gli austriaci. L'atteggiamento di Bonaparte di fronte a queste richieste fu deludente e perfettamente in linea con quanto dimostrato nelle due conferenze di Francoforte e Châtillon: l'imperatore non era disposto a cedere ad alcuna richiesta e intendeva mantenere il possesso di tutto quello che i suoi eserciti avevano conquistato nel corso degli anni. Ergo, le suppliche del politico italiano non ebbero risposta.
In quest'ottica, le condizioni garantite dalla convenzione di Schiarino-Rizzino furono provvidenziali. Per massimizzare le possibilità che il regno sopravvivesse alle trattative diplomatiche che i membri della coalizione intendevano avviare a breve era necessario trovare un nuovo monarca per il regno in sostituzione del deposto Bonaparte. Per ovvi motivi, il primo e migliore candidato a essere il nuovo sovrano era lo stesso Eugenio, che andava incontro al favore di molti e che poteva sicuramente contare sul supporto internazionale del suocero Massimiliano I Giuseppe e, come riportavano alcune voci dell'epoca in maniera forse eccessivamente ottimistica, su quello dello zar Alessandro I.
In realtà, le posizioni dei politici milanesi erano molteplici e particolarmente variegate. Spesso era difficile persino stabilire con accuratezza quali fossero le differenza tra i vari partiti, soggetti a oscillazioni nelle loro opinioni. Non era raro che personaggi di spicco si schierassero al seguito di fazioni diverse nell'arco di poche giornate, spesso anche grazie al contribuito di numerosi agenti stranieri. I punti salienti si cui concentrava la discussione politica erano due: l'indipendenza dello stato e il suo eventuale futuro regnante. Presi questi due argomenti come riferimento, era possibile identificare quattro correnti di pensiero maggiori:
- il partito "francese": altrimenti noto come "estense", dalla numerosa abbondanza di politici modenesi che lo supportavano, che proponeva di riporre la corona di re d'Italia sul capo di Eugenio di Beauharnais, attuale viceré, mantenendo quindi l'indipendenza dell'attuale regno. I componenti di questo partito, in realtà piuttosto limitato nei numeri, si potevano raccogliere in tre gruppi, tutti dotati di una pesante influenza politica:[37] i modenesi, chiamati spregiativamente "marsine ricamate", che formavano l'ossatura dell'apparato burocratico del Regno d'Italia e avevano ampiamente tratto vantaggio dal governo del francese; l'esercito italiano, specialmente i generali Zucchi e Fontanelli, e infine il gruppo di politici al seguito del Gran Cancelliere Melzi d'Eril, tra i quali, ad esempio, il Ministro delle Finanze Giuseppe Prina. Sebbene quest'ultimo gruppo fosse inizialmente geloso o poco collaborativo nei confronti dei modenesi, una volta apprese le stipulazioni della convenzione firmata con gli austriaci, non esitò a unirsi al partito francese per il bene comune del Regno.[38][39]
- il partito "italico", o "degli italiani puri": sebbene i puristi fossero essenzialmente concordi con l'idea di un regno indipendente, rifiutavano categoricamente la candidatura di Eugenio, ritenendo che l'unica opzione possibile fosse quella di avere un re italiano, sebbene nessun candidato in particolare godesse di un supporto maggioritario all'interno del partito stesso. Tra le quattro correnti, questa era certamente la più eterogenea: vi era certamente chi si batteva ideologicamente per la completa indipendenza italiana e per la formazione di un'identità nazionale, ma vi era anche chi si opponeva a Eugenio per semplice antipatia verso il futuro sovrano, chi per l'invidia verso i modenesi che ne supportavano la candidatura.[40] Si può dire che il partito mancasse di una reale visione d'insieme, che le loro ambizioni politiche e i loro progetti fossero limitati alla città di Milano piuttosto che estesi all'intera penisola,[40] tanto che non erano nemmeno concordi sul candidato da supportare.[41] Il maggior esponente di questo partito era sicuramente Federico Confalonieri, supportato da altre figure di rilievo come Luigi Porro Lambertenghi, Benigno Bossi, Carlo Verri o un giovanissimo Alessandro Manzoni.[42]
- il partito "murattiano": avrebbero voluto un'Italia indipendente sotto il governo di Murat, al momento re di Napoli. Si può dire che rappresentassero una via di mezzo tra i precedenti due partiti.[43] Principale esponente di questo partito era il generale Domenico Pino, precedentemente caduto in disgrazia agli occhi di Beauharnais.[44][N 5]
- il partito "austriacante": avrebbero preferito il dominio austriaco sulla Lombardia. Una consistente parte della nobiltà locale era schierata su queste posizioni: la vecchia classe politica aborriva i principi di uguaglianza e progresso decantati ed esportati dai rivoluzionari francesi negli ultimi vent'anni, preferendo un ritorno al precedente sistema dei privilegi.[38] La soluzione ottimale sarebbe stata l'annessione all'Austria, ma non disdegnavano l'indipendenza, purché condizionata a un sovrano di famiglia asburgica.[39] I personaggi di riferimento di questo partito erano Alfonso Castiglioni e Diego Guicciardi.[45] Per merito della propaganda filoaustriaca per opera di Hiller, Bellegarde e Nugent, questo partito aveva visto lievitare i propri numeri nel corso dell'ultimo anno di guerra.[46]

Per quanto riguardava i ceti popolari del milanese, la situazione era molto più confusa. Da un lato, le continue vessazioni e richieste da parte di Napoleone nei confronti dei popoli occupati e i sacrifici fatti da questi ultimi per supportare le sue campagne militari e la sua sete di potere avevano portato la popolazione cittadina a disprezzare la figura dell'imperatore e a gioire della sua caduta. D'altra parte, sebbene in misura minore, era anche diffuso il timore che con un eventuale ritorno al dominio austriaco, tutte le libertà e le conquiste ottenute grazie all'arrivo dei francesi in Italia sarebbero presto state cancellate, riportando la situazione socio-politica di vent'anni nel passato. La completa instabilità dell'opinione pubblica e le pochissime certezze sul prossimo futuro avevano contribuito a formare un clima particolarmente teso, dove la minima provocazione o istigazione avrebbe rapidamente condotto a una sommossa violenta e improvvisa.

## La rivoluzione di Milano

### Il piano del partito francese

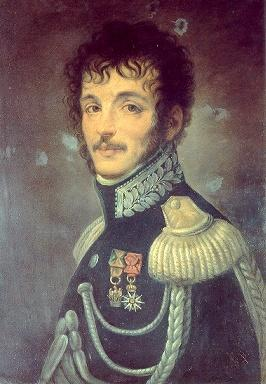
Il generale Teodoro Lechi

Accettando la raccomandazione del suocero Massimiliano I Giuseppe, Eugenio si era rapidamente arreso alle potenze coalizzate non appena saputo della resa di Napoleone. Considerata l'integrità del suo esercito e il favore di cui godeva Eugenio sia agli occhi del suocero sia a quelli dello zar, le condizioni poste nella convenzione di Schiarino-Rizzino furono particolarmente generose. Nella fattispecie, la possibilità di inviare una rappresentanza, composta da membri della popolazione civile e dell'esercito, di fronte alle potenze vincitrici del conflitto a Parigi apriva a Eugenio la possibilità di mantenere il controllo del Regno d'Italia e di diventarne re. Inizialmente il suo piano era molto diverso (ritirarsi in Baviera con moglie e figli e abbandonare definitivamente la scena politica), ma l'ambizione personale e la possibilità di diventare un re lo avevano sedotto. Questa decisione ben si allineava con i progetti del partito francese, ben consapevole che l'unica reale alternativa a Eugenio era il dominio austriaco: la mancanza di coesione degli "italiani puri" e l'ostilità delle potenze europee nei confronti di Murat non avrebbero permesso agli altri partiti indipendentisti di ottenere una vittoria.
Le condizioni poste dagli Alleati prevedevano che il Regno d'Italia inviasse una propria rappresentanza al cospetto delle forze della coalizione. Per massimizzare le possibilità di Eugenio, l'ideale sarebbe stato inviare a Parigi una delegazione pronta a sostenere la sua elevazione a re. Il viceré colse subito la palla al balzo: approfittando della convocazione dell'esercito a Mantova per annunciare il ritorno in patria dei francesi, Eugenio pronunciò un discorso atto a ingraziarsi il favore degli ufficiali italiani, in larga parte a lui ancora fedeli. In effetti, il 19 aprile fu il generale Teodoro Lechi a farsi avanti. Dichiarava:
Prese queste parole come espressione della volontà dell'esercito, Eugenio decise di nominare come suoi rappresentanti per l'esercito il Ministro della Guerra Fontanelli e il generale Antonio Bertoletti. Questi sarebbero poi partiti il 20 aprile da Mantova verso Monaco di Baviera per poi recarsi a Parigi.

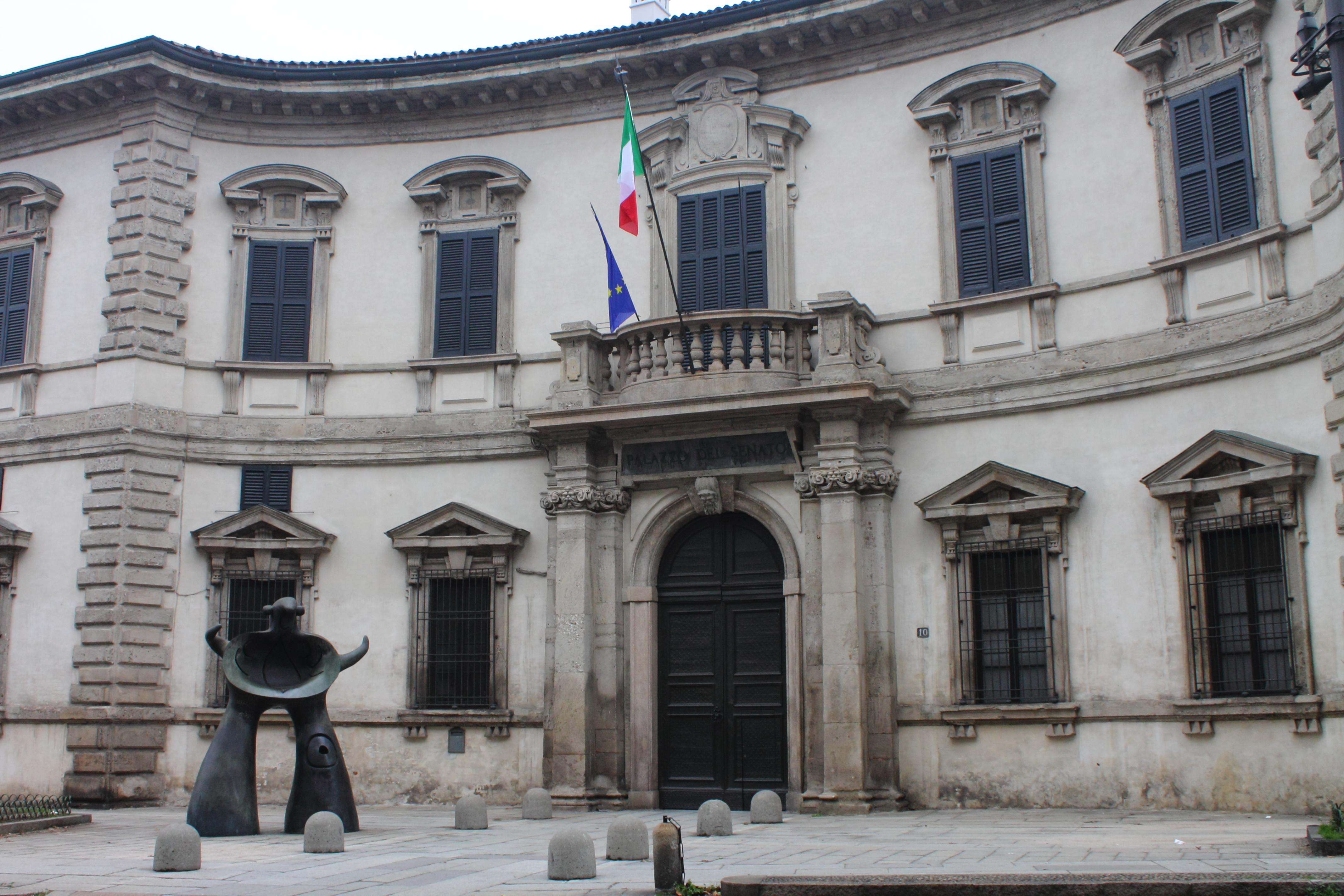
Palazzo del Senato a Milano

In realtà già il 15 aprile, mentre il trattato era ancora in fase di stesura, Eugenio ne aveva già fatto parola con Melzi d'Eril: il Gran Cancelliere venne quindi a sapere delle disposizioni riguardanti l'esercito e le delegazioni da inviare a Parigi. Mentre Eugenio chiedeva che Fontanelli, Prina o Testi fossero inviati a Parigi, il duca di Lodi, statista accorto e di grande esperienza, già dall'11 aprile nelle sue lettere promuoveva un'altra soluzione. Considerando che era in gioco l'indipendenza del regno, il modo migliore per rafforzare la posizione di Eugenio agli occhi delle potenze straniere era supportare la delegazione con un voto dei Collegi elettorali, chiamando a votare l'indipendenza del regno: se si voleva preservare l'integrità e l'indipendenza dello Stato, era necessario dimostrare che le sue istituzioni erano ancora capaci di operare e in questo specifico caso la votazione avrebbe non solo dimostrato la volontà popolare e confermato l'efficienza delle strutture governative esistenti, ma avrebbe anche fornito una solida base legale alla causa di Eugenio.
Convinto da Melzi d'Eril che il popolo avrebbe sicuramente appoggiato la mozione per l'indipendenza, Eugenio diede la propria approvazione al piano del Gran Cancelliere. Comunque, considerata l'urgenza della questione e che il tempo necessario a convocare i Collegi elettorali era di circa quindici giorni, questa strada sembrava poco percorribile: i due concordarono di convocare una riunione straordinaria del Senato consulente per il 17 aprile e lasciare che fossero i senatori stessi a votare e approvare il disegno del Gran Cancelliere. Il loro responso sarebbe stato portato a Parigi dai rappresentanti civili della delegazione, che Eugenio voleva fossero Prina e il conte Paradisi, che avrebbero dovuto essere confermati dal Senato. Melzi d'Eril, la sera del 16 aprile, mise in atto la misura concordata, senza però specificare quali fossero le motivazioni per l'improvvisa chiamata. In effetti, questo modo di fare diede ambito a diversi sospetti, specialmente considerando che la loro prossima riunione si sarebbe dovuta tenere il 20 aprile. L'assunzione soggiacente era che, chiamati all'improvviso a decidere per l'indipendenza del regno, gli indipendentisti si sarebbero schierati a favore di Eugenio, parzialmente rinunciando a parte dei loro progetti in nome dell'interesse dello Stato.

### La riunione del Senato consulente del 17 aprile

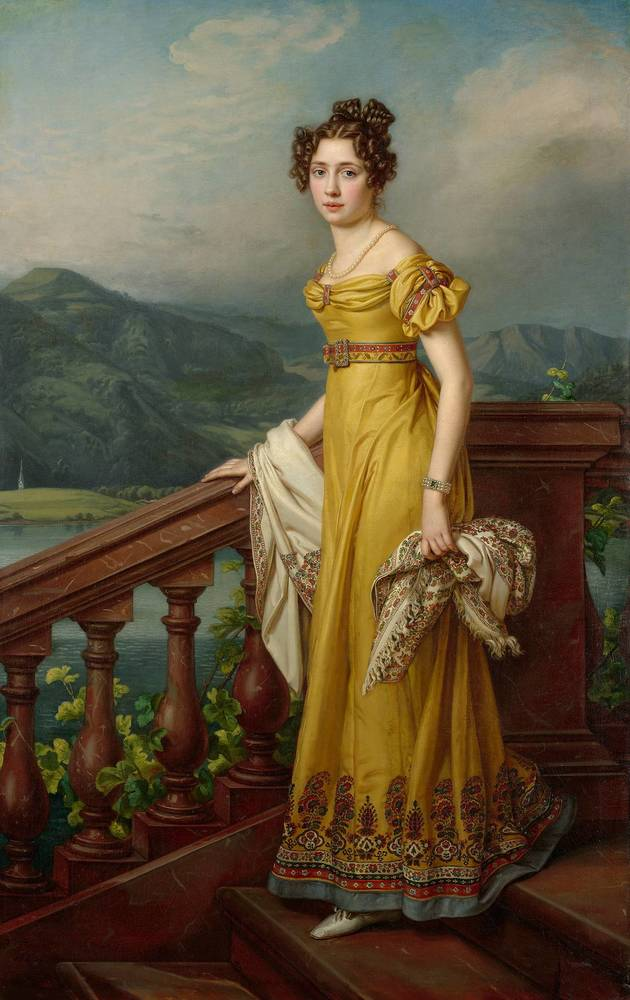
Amalia Augusta di Baviera, la moglie di Eugenio

Il clima teso della città di Milano e le oscure ragione di una convocazione tanto urgente del Senato consulente alimentarono le dicerie, specialmente quelle che indicavano sommessamente a una votazione per rendere Eugenio il nuovo monarca. La cosa non dovrebbe stupire, dato che di ragioni per avere in simpatia il viceré ne erano rimaste ben poche: il ceto popolare voleva solo la pace e i francesi avevano solo portato guerre; i suoi ministri e gli altri funzionari statali erano in generale stanchi e odiati dai milanesi (specialmente Prina, Mejan e Darnay); la lontananza dell'esercito e la scarsità di forze dell'ordine fomentavano un'atmosfera propensa alla violenza e alla criminalità. Le attività delle società segrete e la propaganda filo-austriaca ingigantivano questi sentimenti. Le sole figure che potevano risollevare la popolarità di Eugenio erano lo stesso Gran Cancelliere, da tempo malato e costretto in casa, la cui influenza positiva sull'ambiente milanese era con gli anni scemata, e la moglie del viceré, Amalia Augusta, che il 30 marzo aveva abbandonato la città per raggiungere il marito a Mantova in previsione del parto, dal quale nacque Teodolinda proprio in quei giorni. Inutili e inascoltati furono gli appelli del Gran Cancelliere che invocavano il ritorno di Eugenio nella capitale: i partiti politici a lui avversi rafforzarono le loro posizioni, continuando ad accrescere la loro influenza e la loro popolarità.
Il 17 aprile, alla riunione del Senato si presentò un drappello di senatori, qualche ministro e qualche segretario, meno di una quarantina di persone in tutto. Tra i senatori raggiunti dalla notizia della convocazione, solo cinque erano assenti. Tra questi vi era anche lo stesso Melzi d'Eril, costretto a casa dall'acuirsi della gotta, della quale soffriva da tempo. Il Gran Cancelliere, comunque, aveva lasciato a un segretario, Carlo Villa, una lettera dove veniva spiegato in modo chiaro e preciso il motivo della seduta straordinaria. In realtà, buona parte dei senatori avevano già intuito quale sarebbe stato l'ordine del giorno e avevano già privatamente discusso sull'atteggiamento da tenere in Senato. La seduta fu aperta dal conte Veneri, il presidente del Senato, che iniziò presentando le lettere di Melzi d'Eril e leggendone il contenuto: dopo essersi scusato per la sua assenza dovuta alla malattia, il duca di Lodi, riconoscendo la criticità dei tempi correnti, chiedeva l'espressione del Senato in merito alla questione dell'indipendenza italiana e della delegazione che il regno era chiamato a inviare a Parigi di fronte alle potenze alleate. La proposta di Melzi consisteva nell'inviare una delegazione all'imperatore d'Austria, chiedendo di esaudire i tre punti:
- chiedere a nome del Regno d'Italia la completa cessazione delle ostilità;
- richiedere esplicitamente all'imperatore di occupare il ruolo di mediatore al cospetto delle altre potenze per l'indipendenza dello Stato italiano;
- richiedere la sua intercessione per favorire l'ascesa a Re d'Italia del Principe Eugenio di Beauharnais, riconosciuto dal popolo italiano come un buon sovrano. [73] [74]

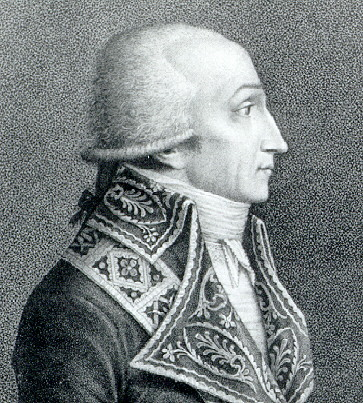
Francesco Melzi d'Eril

Appena conclusa la lettura, il senatore Guicciardi, ardente sostenitore del partito austriacante, si scagliò contro la legittimità della convocazione, alludendo che il Gran Cancelliere, agendo in qualità di guardasigilli, non godesse della facoltà di convocare il Senato liberamente. Intervenne subito dopo il senatore Dandolo, chiedendo l'istituzione di una commissione che avrebbe valutato la legittimità delle azioni del Gran Cancelliere nei due giorni successivi. Si levarono le proteste di Veneri, Vaccari e Parisi, immediatamente accolte da parte del resto del Senato: non era il caso di impiegare due interi giorni alla questione. Fu quindi istituita una commissione segreta che avrebbe indagato la vicenda e riferito le proprie conclusioni alle ore venti di fronte al Senato, riunitosi nuovamente solo a tale scopo. La commissione fu composta da sette senatori: Guicciardi, Castiglioni, Verri, Bologna, Dandolo, Costabili e Cavriani. Tra di essi, il gruppo formato da Guicciardi, Verri e Dandolo si recò a casa del Gran Cancelliere e verificò che fosse la convocazione straordinaria del Senato nelle sue facoltà. Melzi d'Eril diede loro una risposta esaustiva, invitandoli a considerare la sua proposta. Usciti dalla casa del Duca di Lodi e informati gli altri membri della commissione, elaborarono una controproposta, suggerendo di non chiedere la nomina di Eugenio a re, ma di elogiare il suo impegno nei confronti dello Stato italiano.
Tornati per riferire al Senato, i membri della commissione esposero la loro mozione, trovando l'opposizione del partito francese. La discussione occupò l'intera durata della seduta notturna: i francesi chiedevano che la proposta di Melzi d'Eril fosse approvata in toto; la commissione, appoggiata anche da Castiglioni e da un altro gruppo di senatori, spingeva per la sua forma modificata.  Il punto saliente era la legittimità di richiedere la nomina a re di Eugenio, figlio adottivo di Napoleone, quando il precedente sovrano aveva già un erede diretto per il trono. Nessuna delle due parti cedette e si giunse quindi a una votazione: fu approvata la mozione della commissione e, giunti all'atto della nomina dei delegati, questi furono individuati tramite una seconda votazione nei senatori Castiglioni, Guicciardi e Testi. Questi ultimi due tentarono di declinare l'incarico ma la seduta fu aggiornata. I tre senatori si recarono il giorno seguente dal duca di Lodi per ricevere i documenti necessari per il viaggio. Guicciardi e Castiglioni accettarono a malincuore di partire mentre Testi, ostinatamente propugnando la propria malattia agli occhi come scusante, si rifiutò di partire. I due delegati raggiunsero Mantova la sera del 19 aprile.

### L'agitazione popolare e la preparazione della rivolta
I risultati della discussione del Senato avrebbero dovuto essere segreti, almeno teoricamente. Tuttavia, in qualche modo, varie informazioni erano fuoriuscite e si erano già diffuse tra la popolazione milanese. L'instabilità dell'umore generale crebbe con il passare delle ore: c'era chi festeggiava per la nomina a re di Eugenio, chi recriminava sull'illegittimità della convocazione del Senato, chi si sentiva completamente deluso e vedeva le proprie proposte messe da parte, del tutto ignorate. Questo ultimo gruppo era composto principalmente dal partito degli italiani puri, che all'ultima sessione senatoria erano stati spettatori di un lungo battibecco tra i senatori francesi e quelli austriacanti senza che la loro posizione fosse considerata in alcun modo. Quanto successe in seguito fu un imprevisto ma diretto risultato della proposta di Melzi d'Eril: gli altri tre partiti maggiori si coalizzarono contro i "francesi". Il progetto che avevano in serbo era organizzare una rivolta nella capitale: gli italiani puri puntavano a utilizzare la folla come una leva per ottenere dal Senato l'approvazione alla convocazione dei Collegi elettorali mentre gli austriacanti, sfruttando la momentanea debolezza delle forze dell'ordine, volevano creare così tanto caos che l'unico modo per fermarlo sarebbe stato quello di far passare l'esercito austriaco in città.

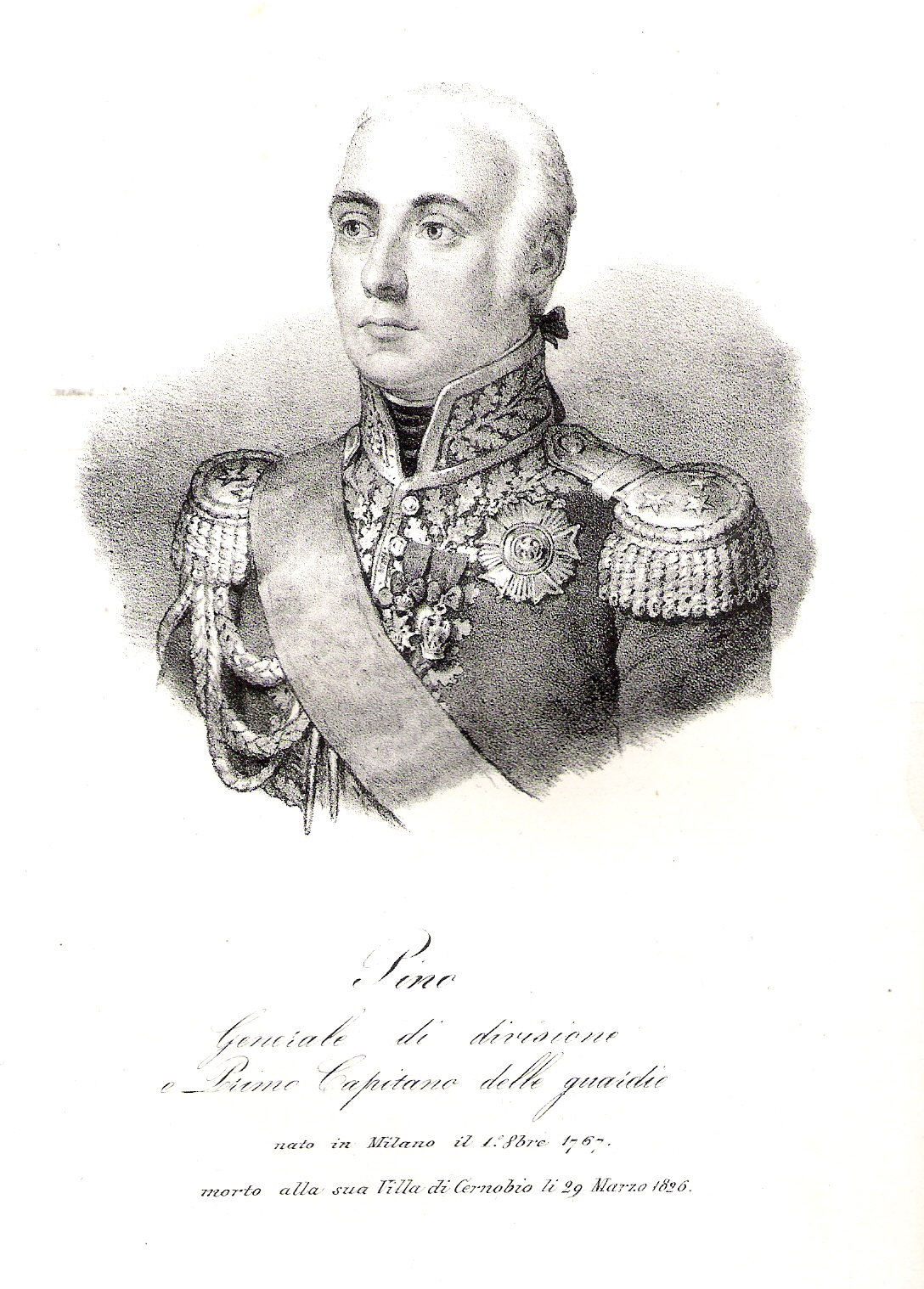
Il generale Domenico Pino

Non è ben chiaro con precisione quante e quali fossero le menti dietro alla rivolta che stava per scatenarsi, sebbene già all'epoca dei fatti i sospetti ricaddero pesantemente su pochi noti personaggi particolarmente avversi a Eugenio. Confalonieri figurava tra i probabili cospiratori sia per motivi politici sia per motivi personali: si diceva che il viceré avesse una relazione con sua moglie, Teresa Casati, donna molto influente e apprezzata nei salotti milanesi. Un ruolo diverso e più delicato fu attribuito a Domenico Pino: il generale, caduto in disgrazia agli occhi di Eugenio, avrebbe fatto qualsiasi cosa in suo potere per allontanare Beauharnais dall'Italia. Si rumoreggiava che il generale stesse collaborando segretamente con i napoletani e che fosse invischiato nei gruppi massonici locali, cosa poi confermata.  Il suo ruolo nella cospirazione fu cruciale: avrebbe impedito alle forze dell'ordine, esigue ma comunque presenti, di agire per sedare la rivolta.
Molte altre figure, forse meno rilevanti parteciparono alle oscure trame del 20 aprile. In particolare, Foscolo, accusato di essere complice degli eventi, lasciò intendere che le riunioni dei cospiratori si svolsero a casa del conte Traversa: in effetti l'avvocato milanese, famoso per aver accumulato enormi ricchezze nelle zone del Novarese, era un acerrimo oppositore del viceré e del Ministro delle Finanze Prina e godeva di strette e durature amicizie con personaggi di spicco del partito "austriacante". Gli eventi successivi portano a credere che anche i fratelli Cicogna, Bossi e Fagnani ebbero un ruolo nello svolgimento della rivolta.
Gli italici non erano propriamente fieri di dover lavorare con personaggi loschi come il conte Ghisleri o il barone Gambarana, austriacanti convinti che agivano da tempo per conto della corona asburgica a Milano, ma acconsentirono tacitamente alle loro macchinazioni: questi due, supportati dall'avvocato Traversa, concentrarono a Milano un grosso numero di malviventi e criminali provenienti dalle campagne del Pavese e del Novarese in previsione della nuova riunione del Senato del 20 aprile. Già la sera precedente, per le strade della città e nei vari locali era possibile notare numerosi individui in chiara fibrillazione per il giorno successivo.
Dal canto loro, gli italici perseguivano il proprio scopo: Confalonieri aveva fatto redigere una petizione per la convocazione dei Collegi elettorali. Sarebbe stata presentata al cospetto del presidente del Senato durante la sessione del 20 aprile. La lettera era arricchita da numerose firme di personaggi dell'alta borghesia milanese, tra i quali il conte Antonio Durini e un giovane Alessandro Manzoni ma soprattutto il generale Domenico Pino, momentaneamente a capo delle forze della Guardia civica della città, il cui nome era il primo della lunga lista. Carlo Verri, uomo onesto e di un certo rigore morale, preoccupato dalla gravità della situazione si recò nel giorno 19 da Melzi d'Eril, chiedendo che questi intervenisse, facendo uso dei poteri dei quali era investito, per bloccare la raccolta di firme a supporto della proposta degli italici e stroncare sul nascere il loro tentativo di eversione. Il duca di Lodi, forse provato dalla malattia o forse semplicemente sfiduciato dalla piega degli eventi, decise di non intervenire.

### Il 20 aprile

#### La riunione del Senato
Il giorno mercoledì 20 aprile 1814 si sarebbe dovuta tenere una riunione del Senato consulente a partire dalle ore 13. L'atmosfera cittadina era pervasa da una certa eccitazione: nei caffè e lungo tutte le strade si sentiva inveire apertamente contro il Senato. Veneri, il presidente del Senato, avrebbe potuto annullare la seduta a rimandarla a un secondo momento, ma decise ugualmente di procedere nella giornata del 20 aprile. A causa della pioggia, i senatori furono portati nei pressi del palazzo con delle carrozze. Qui avvenne la prima scena singolare: una folla dalla composizione piuttosto variegata si era raccolta nei pressi del luogo e un uomo, il domestico di una famiglia signorile di Milano, all'avvicinarsi della carrozza si accostava alla strada, saliva in piedi su uno sgabello e controllava oltre il portello della vettura, gridando alla folla il nome del senatore. Se questi apparteneva al partito francese, la folla veniva istruita a fischiarlo, altrimenti ad applaudirlo. L'arrivo di Verri fu cinto da lunghi applausi, ordinati dallo stesso Confalonieri.

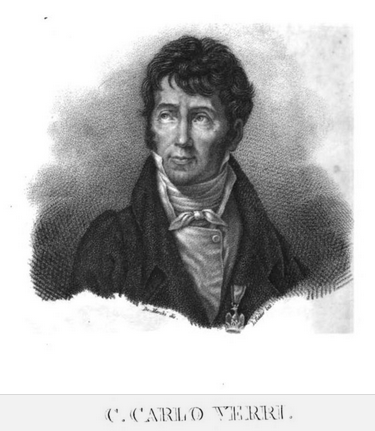
Conte Carlo Verri

Mentre la seduta del Senato ebbe inizio con la discussione e la lettura delle firme, il capitano Marini della Guardia civica, chiese che potessero essere i suoi uomini, invece dei regolari dell'esercito a presidiare la sicurezza dell'assemblea. Sgomenti dalla richiesta, i senatori non seppero dare risposta. Bossi, prendendo in mano la situazione lo autorizzò a presidiare il cortile e le scale. I primi segnali della rivolta erano giunti: la folla si faceva sempre più numerosa e i suoi intenti sempre meno pacifici. Presto il rumoreggiare si fece tanto intenso da spaventare gli uscieri del Senato. Verri, uomo integro e rispettato, si offrì volontario per parlare con la folla radunata lì vicino e tentare di dissuaderla. Questo processo si ripeté più volte senza alcun risultato, anzi, l'agitazione continuava ad aumentare. Alla terza uscita di sala di Verri, la folla era ormai penetrata tra le scale del palazzo e la Guardia civica non poteva fare più nulla per trattenerli. Mentre le poche forze dell'ordine si schieravano a protezione di Verri, questi notò Confalonieri tra la folla: agitò un fazzoletto per attirare la sua attenzione e sapere quali fossero le richieste che questo minaccioso gruppo di persone volevano vedere esaudite. Solo due erano i loro desideri: la convocazione dei Collegi elettorali e il richiamo della delegazione inviata a Mantova nei giorni precedenti.
Dopo le parole di Confalonieri, l'agitazione della folla accrebbe: iniziarono delle grida contro il viceré e contro il Senato, suggerendo di sciogliere la seduta. Confalonieri si avvicinò a Verri, sfruttando la sua momentanea popolarità e lo scortò dentro alla sala dove si teneva la riunione: i senatori erano sull'orlo del panico, sbigottiti e increduli, semplicemente non adatti a gestire una situazione così drammatica. Nel giro di qualche minuto, entrambe le richieste della folla furono approvate con una formula semplicissima, approvata da Veneri, e la seduta venne immediatamente sciolta. Con la folla che ormai batteva l'uscio della porta, i senatori si improvvisarono amanuensi e iniziarono a gettare dalle finestre delle copie della risoluzione appena votata: i capi della rivolta riuscirono momentaneamente a placare gli animi dei loro seguaci, entusiasti del risultato raggiunto, concedendo sufficiente tempo ai senatori per fuggire attraverso una porta secondaria e allontanarsi in fretta dal Senato. Dopodiché, la folla irruppe nell'aula, saccheggiando e devastando quanto capitasse loro sotto mano: i tavoli vennero rovesciati e distrutti, gli specchi infranti, molti altri oggetti scaraventati per terra o fuori dalle finestre. Un ritratto di Napoleone, realizzato da Andrea Appiani, venne bucato dalla punta di un ombrello e gettato in strada.

#### Il linciaggio di Prina

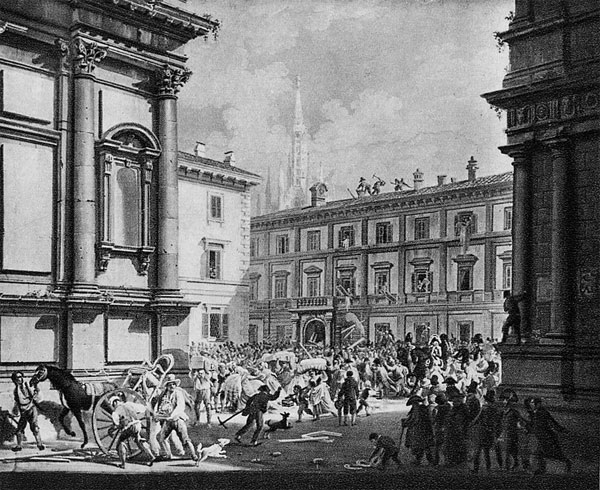
Assalto alla casa di Prina

Dopo aver messo a soqquadro l'interno del Senato, la folla sembrava alquanto indecisa sulla prossima destinazione da raggiungere. Parve fossero diretti verso Porta Nuova, dove si trovava l'abitazione di Melzi d'Eril, quando una voce levatasi dalla massa, forse quella dello stesso Confalonieri, li invitò a dirigersi a Piazza San Fedele, dove si trovavano il ministero delle Finanze e l'abitazione dell'odiato Prina. Colto il suggerimento, la folla, presa dalla rabbia, si volse immediatamente alla ricerca dell'abitazione dell'odiato ministro novarese, in cerca di vendetta. Numerose persone avevano tentato di avvisare il ministro del pericolo, intimandolo a fuggire ma egli rigettò i loro consigli, preferendo rimanere in casa sua, forse per evitare loro conseguenze peggiori. Giunti sul posto, fecero quadrato di fronte alla residenza di Prina e nel giro di qualche minuto riuscirono a sfondare il portone d'ingresso e a entrare in massa nell'edificio. Come successo poco prima al Senato, il palazzo fu devastato e saccheggiato. Un gruppo di rivoltosi si mise a cercare il ministro in ogni anfratto della casa, riuscendo infine a stanarlo mentre si nascondeva in un armadio. Il malcapitato fu selvaggiamente picchiato dai presenti e gettato da una finestra aperta sulla strada, ancora invasa dalla folla. Le suppliche del ministro per avere salva la vita passarono inascoltate: fu nuovamente oggetto della violenza della folla, che prima lo colpì a pugni e calci, poi ricorse agli ombrelli come strumento di offesa e infine trascinò l'esausto Prina per le strade di Milano, fermandosi di fronte a una chiesa nelle vicinanze.

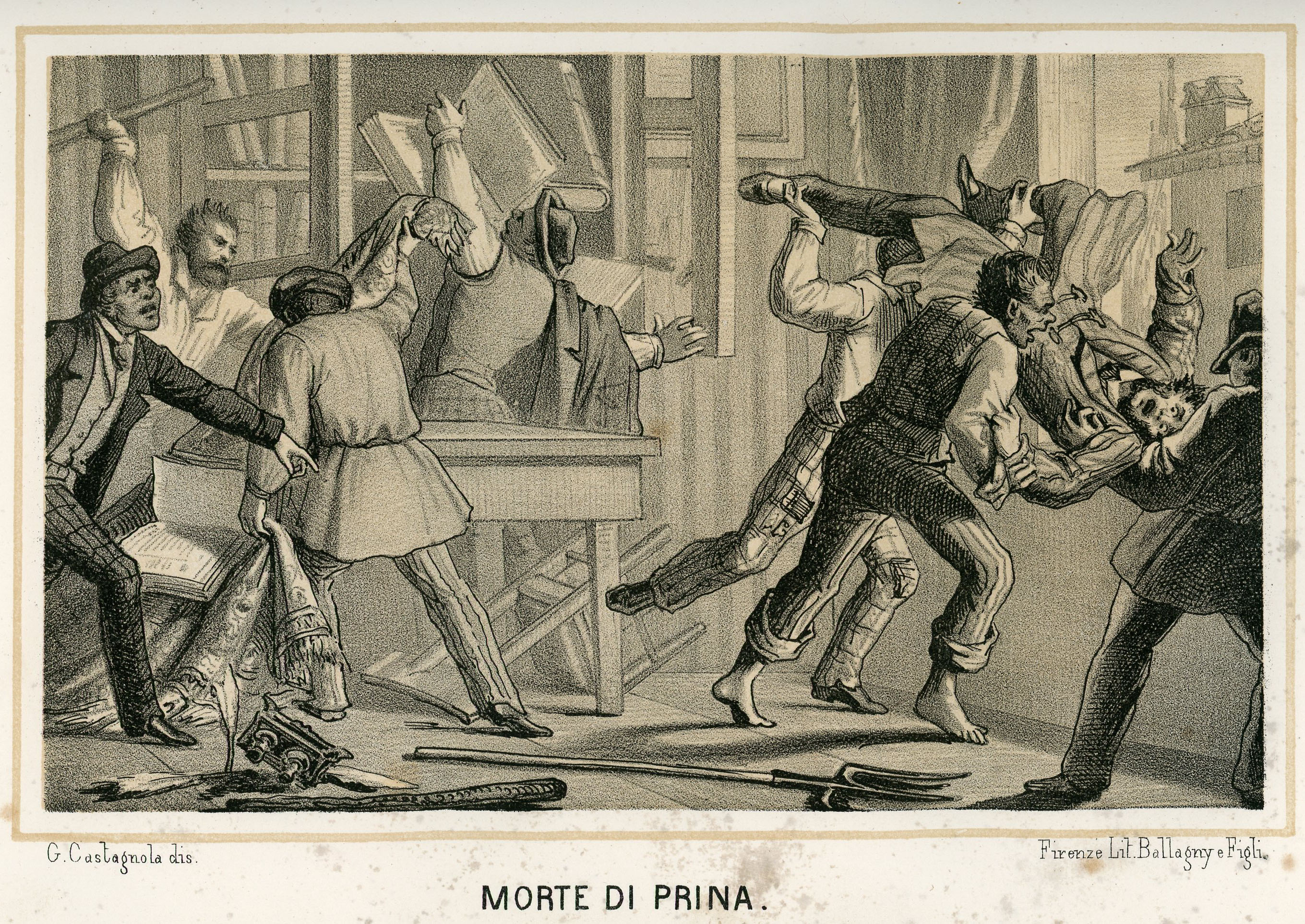
Litografia della defenestrazione di Prina

Più persone, tra cui Foscolo stesso, assistendo alla scena dai balconi, gridavano implorando la fine delle brutalità, ma il loro appello non venne accolto. Compresa che la propria fine era vicina, Prina chiede la presenza di un parroco per un'ultima confessione, ma ciò gli fu negato. Un gruppo di uomini, approfittando di un momento di distrazione della folla, prese il ministro e lo nascose in un negozio di vini, al riparo dai rivoltosi. Giunse un primo gruppo di soldati della Guardia civica sotto il generale Peyri ma venne sopraffatto. Solo l'intervento del generale Pino con una cinquantina di uomini salvò gli altri militari da morte certa. Nel frattempo, i rivoltosi si aggiravano per le strade attorno al negozio, cercando il malconcio ministro. Prina, per salvare la vita ai suoi benefattori, uscì allo scoperto e si consegnò alla folla. Morì poco tempo dopo. Il suo corpo fu trascinato per le vie di Milano. Giunti di fronte all'ufficio del Demanio, gli assassini di Prina si fermarono e cercarono di trovare tra i negozi della piazza adiacente del combustibile per bruciare il cadavere, ma nessun commerciante si fece complice del gesto. Poco dopo un picchetto della Guardia civica incontrò i rivoltosi e li disperse, recuperando il corpo del ministro, che fu slegato e adagiato nel cortile del Broletto. I suoi resti, su disposizione del potestà Durini, furono portati nel cimitero nei pressi di Porta Comasina e seppelliti in un luogo segreto, per evitare ulteriori scempi in futuro.
La violenza dell'episodio colpì fortemente Manzoni, che aveva parzialmente assistito alle scene, e dalle quali trasse ispirazione per descrivere i tumulti milanesi e l'assalto al forno delle grucce all'interno de I promessi sposi.

### La fine della rivoluzione
Per tutto il tempo trascorso dall'inizio della rivolta, le forze del generale Pino erano rimaste ferme, quasi paralizzate. Era piuttosto evidente che vi fosse un accordo segreto tra lui e gli alti ranghi della polizia: la mattina, Giacomo Luini, comandante delle forze di polizia, aveva spedito due compagnie a sorvegliare il passaggio del Ticino senza che vi fosse una reale necessità per giustificare la misura adottata. Solo l'intervento del potestà Durini, che aveva compreso la criticità della situazione e temeva che le violenze potessero estendersi ad altri politici, garantì l'attivazione della Guardia civica contro i rivoltosi: Durini emise due proclami pubblici in cui annunciava la convocazione dei Collegi elettorali per il 22 aprile, invitando la popolazione a rientrare nelle case e a mantenere la calma, e nominava il generale Pino comandante delle forze cittadine, implicitamente chiedendo a lui di ristabilire l'ordine in città. Salito su una delle balconate della Scala, Pino lesse i due proclami alla folla sottostante. Durante la notte, la situazione tornò finalmente sotto controllo.

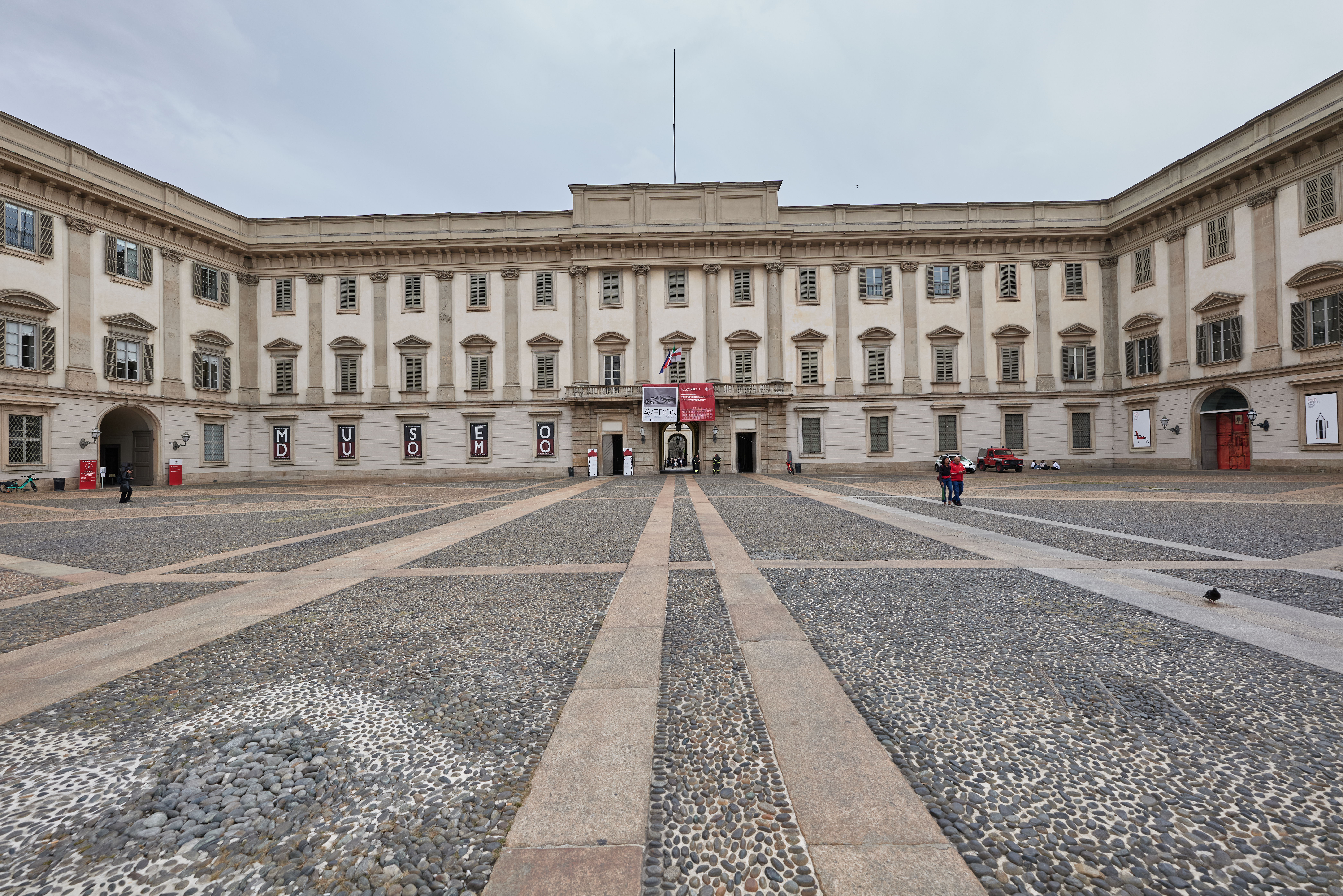
Palazzo Reale di Milano. Qui si riuniva la Reggenza provvisoria.

In realtà, la sommossa, oltre a scatenare il caos in città, aveva causato gravi problemi anche al governo del Regno d'Italia: Prina era deceduto; Vaccari, fuggito dalla città, e Fontanelli erano a Mantova; il Senato e il Consiglio dei ministri erano stati sciolti in fretta e furia; i Collegi elettorali erano stati convocati ma ci sarebbe voluto del tempo prima dell'arrivo di tutti gli elettori e le forze militari in città erano troppo esigue per instaurare una dittatura e mantenere l'ordine. Le uniche autorità rimaste nella capitale del regno erano il consiglio comunale e il potestà Durini. La notte del 20, mentre la situazione sembrava essere sotto controllo, il consiglio comunale si riunì: non essendovi più alcuna autorità statale rimasta, si decise di creare un governo provvisorio in attesa dei Collegi elettorali, ai quali sarebbe stato successivamente affidato il compito di ristabilire l'autorità statale. Il governo fu affidato a sette membri, principalmente appartenenti all'alta aristocrazia milanese: Giberto Borromeo, Alberto Litta, Giorgio Giulini, Giacomo Mellerio, Carlo Verri, Giovanni Battista Bazzetta e il generale Domenico Pino. La scelta di questi candidati era dovuta almeno parzialmente alla loro popolarità: si cercò di agire evitando di mettere al governo delle figure che potessero nuovamente causare una rivolta.  Tra questi sette, l'unico che vantava una posizione intermedia tra il partito "italico" e quello "austriacante" era Verri, che fu conseguentemente posto alla presidenza mentre il resto della commissione era prevalentemente filo-austriaco.
Nei giorni successivi, il nuovo provvisorio governo milanese si mise immediatamente all'opera per impedire il proseguimento dei disordini e cercare di riguadagnare il favore popolare. Le misure che la giunta di nobili decise di attuare furono molte: in primis ammonirono i cittadini milanesi, richiamandoli all'ordine e alla tranquillità, dedicando i giorni dal 22 al 24 aprile alla preghiera verso gli angeli custodi; fecero abbassare o tagliarono del tutto diverse imposte, allontanandosi dal solco tracciato da Prina negli anni passati, e infine introdussero un nuovo "distintivo nazionale", di colore bianco e rosso, abbandonando il tricolore che vigeva nel resto del regno. Permisero il rilascio di numerosi carcerati,  limitandosi però a chi avesse commesso crimini non violenti e agli oppositori politici di Bonaparte, e promisero l'amnistia ai disertori. Nel frattempo, il generale Pino, a cui fu affidato il compito di gestire le forze dell'ordine, composte dai regolari dell'esercito e dalla Guardia Civica, cercò di mantenere l'ordine pubblico ed evitare la formazione di altri gruppi di rivoltosi. Si mise a protezione del Palazzo Reale, dove si riunì la Reggenza provvisoria, di fronte al quale si radunavano spesso una rumorosa schiera di individui dagli intenti poco chiari; pattugliò costantemente le strade cittadine e scoraggiò gli assembramenti pubblici, intervenendo con le proprie forze ogni volta che un crimine veniva segnalato. Numerosi civili si arruolarono temporaneamente tra le file del generale Pino, contribuendo a ristabilire l'ordine e impedire la formazione di nuove bande di delinquenti. Nel giro di qualche giorno, tutti i malviventi che avevano causato i disordini furono arrestati o cacciati e la città tornò all'usuale quiete.

## Verso l'occupazione austriaca

### Eugenio abbandona l'Italia
(Lettera di Eugenio di Beauharnais a Francesco Melzi d'Eril, 21 aprile 1814)
Mentre a Milano infuriava la rivoluzione, a Mantova giungevano delle importanti notizie: gli accordi di Fontainebleau e l'abdicazione di Napoleone furono rese pubbliche. Eugenio fece inviare a Milano un dispaccio al generale Pino, chiedendo l'instaurazione di un governo provvisorio, dove Melzi d'Eril avrebbe assunto il ruolo di presidente, e la convocazione dei Collegi elettorali per il 10 maggio. Il viceré seppe dei fatti di Milano solo il giorno seguente, restando particolarmente deluso dal comportamento dei cittadini della capitale, ai quali aveva dedicato gli ultimi nove anni della sua vita. Spedì un secondo dispaccio al generale Pino, stavolta chiedendo a lui di prendere in mano la situazione, scoraggiando ulteriori disordini e chiedendo alla popolazione meneghina di attendere le risposte delle potenze europee.

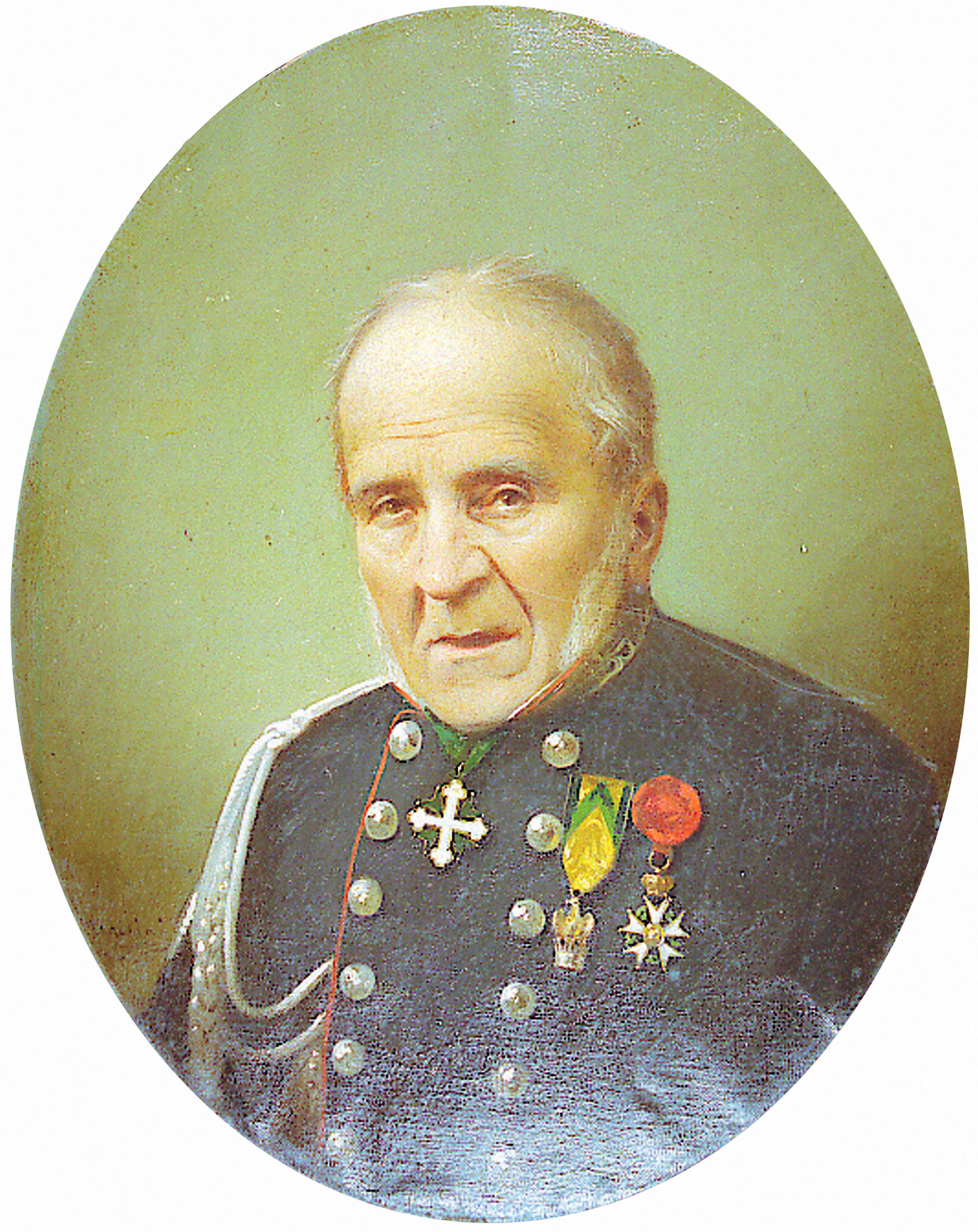
Ritratto del generale Carlo Zucchi, firmatario di entrambe le convenzioni di Schiarino-Rizzino e di Mantova

Mentre i due senatori Guicciardi e Castiglioni si avviarono rapidamente verso Milano dopo essersi congedati, l'esercito implorava Eugenio di agire con energia e riprendere il controllo della situazione, facendo anche uso della forza se necessario. Il viceré, tuttavia, decise di respingere ogni proposta in tal senso: la rivoluzione di Milano aveva completamente mandato in rovina gli accordi presi il 16 aprile e un suo intervento armato a Milano, pur a comando di un'unità dell'esercito avrebbe solamente contribuito a destabilizzare ulteriormente il regno, portandolo sull'orlo di una guerra civile. Se il popolo lombardo aveva il viceré in odio, questi non voleva essere il loro re. Eugenio, scrivendo con amarezza al duca di Lodi, rinunciò alla propria posizione. In seguito si congedò dall'esercito con un lungo proclama, sollevando le ire di diversi generali a lui fedeli. Il 23 aprile una nuova convenzione venne firmata da generale Zucchi, in vece di Eugenio, e del conte di Ficquelmont: tutto il territorio del Regno d'Italia veniva consegnato al controllo austriaco così come l'intero esercito italiano, di cui il maresciallo Bellegarde divenne il nuovo comandante. Dopo qualche giorno nella notte tra il 26 e 27 aprile, Eugenio e la sua famiglia abbandonarono Mantova, diretti verso Verona e da lì il 30 aprile avrebbero proseguito il viaggio verso l'Austria. Eugenio ebbe il tempo di inviare a Fontanelli una lettera, informandolo delle recenti vicende e di abbandonare la missione a lui affidata, invitando lui e Bertoletti a fare ritorno a Milano. Con la partenza di Eugenio verso la Baviera, le chance che il Regno d'Italia potesse sopravvivere al processo di restaurazione divennero sostanzialmente nulle.
I generali Palombini e Lechi, assieme al marchese Paolucci e a Ignazio Prina, si recarono in tutta fretta la notte del 23 aprile a Milano, cercando di convincere il generale Pino, a cui era stato affidato il comando delle forze armate dopo il congedo di Eugenio, a proseguire negli scontri, rassicurandolo che la buona posizione e il numero di soldati rimasti avrebbero permesso agli italiani di resistere per almeno un altro anno alle forze austriache. I francesi di Grenier e Séras, ancora in viaggio verso la Francia, avrebbero volentieri prestato loro soccorso se richiamati. Pino, tuttavia, li liquidò piuttosto in fretta dicendo che oramai toccava rassegnarsi alle circostanze e che l'Austria sarebbe stato un buon padrone.

### I Collegi elettorali e la Reggenza provvisoria

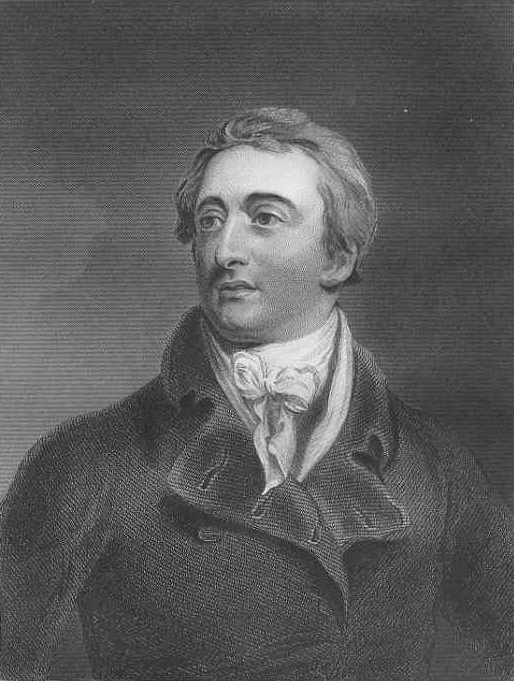
Lord William Bentinck

Mentre la situazione politica del Regno d'Italia continuava a farsi sempre più complessa e fragile, a Milano, i Collegi elettorali si erano riuniti.  A onor del vero, la riunione dei Collegi elettorali non fu esente da problematiche di tipo politico. I Collegi elettorali prevedevano la partecipazioni di elettori da ogni dipartimento del regno ma non era chiaro come dovessero essere trattate le province sotto l'occupazione austriaca, come ad esempio quelle del Veneto. Si decise, per evitare di irritare le potenze della Coalizione, di escludere i secondi dalla votazione e limitarsi alla parte del regno ancora sotto il controllo dell'esercito italiano, ossia a soli otto dipartimenti, prevalentemente lombardi. A presiedere la riunione erano stati inviati dalla Reggenza il presidente Verri e il conte Borromeo.
I Collegi votarono come loro presidente il conte Lodovico Giovio e confermarono la Reggenza. Successivamente, votarono i membri della delegazione destinata a Parigi: i deputati eletti furono il membro della Reggenza Alberto Litta, Federico Confalonieri, Giacomo Ciani, Giacomo Trivulzio, Pietro Balabio, Giovanni Luca della Somaglia, Marco Antonio Fè e Serafino Sommi. Ad accompagnarli come segretario sarebbe stato Giacomo Beccaria. Alcuni dei membri della delegazione partirono già il 24 aprile. Le richieste che la delegazione avrebbe dovuto portare di fronte alle potenze europee furono le seguenti, tutte volte alla creazione di un nuovo Stato italiano:
- la totale indipendenza;
- la massima espansione possibile per tale Stato, in osservanza degli interessi delle potenze vincitrici e con i nuovi equilibri da esse stabiliti;
- la concessione di ottenere la separazione dei poteri legislativo, esecutivo e giudiziario, unite alla libertà di stampa e d'impresa;
- la possibilità da parte dei Collegi elettorali di redigere una costituzione;
- la forma di governo sarebbe stata una monarchia ereditaria.[128]

Furono inoltre inviati dei rappresentanti ai vari comandanti delle forze alleate in Italia, ossia Bellegarde, Murat e Lord Bentinck. Particolare attenzione fu posta nei confronti di Bentinck, il cui proclama di Livorno aveva aumentato le speranze degli indipendentisti per il futuro del Regno d'Italia. I liberali milanesi speravano di ottenere da lui il maggiore appoggio alla loro causa. Bentinck, venuto a colloquio con il rappresentante italiano il 24 aprile, decise di inviare il generale MacFarlane a Milano, con il duplice compito di controllare gli eccessi della popolazione cittadina e avvertire che le decisioni ufficiali sul destino del regno sarebbero spettate alle potenze alleate. Pochi giorni dopo, il 28, un esponente della Massoneria, conoscente di Pino, si avvicinò a lui, chiedendo al generale di esporsi in favore della causa italiana e dell'indipendenza del Paese e supportando le sue richieste con varie lettere, recanti le firme di numerosi esponenti di famiglie milanesi. Questa volta, però, Bentinck respinse le richieste: affermò che la rivoluzione del 20 aprile aveva chiaramente mostrato che i milanesi volevano gli austriaci e non una nazione indipendente. Sorprendentemente, anche l'incontro con Bellegarde sembrò essere positivo: il generale pareva essere disponibile a supportare la causa italiana. Aveva inoltre inviato i propri generali Sommariva e Strassoldo a Milano, con l'intenzione di aiutare le forze locali a sedare la rivoluzione.

### L'arrivo degli austriaci a Milano

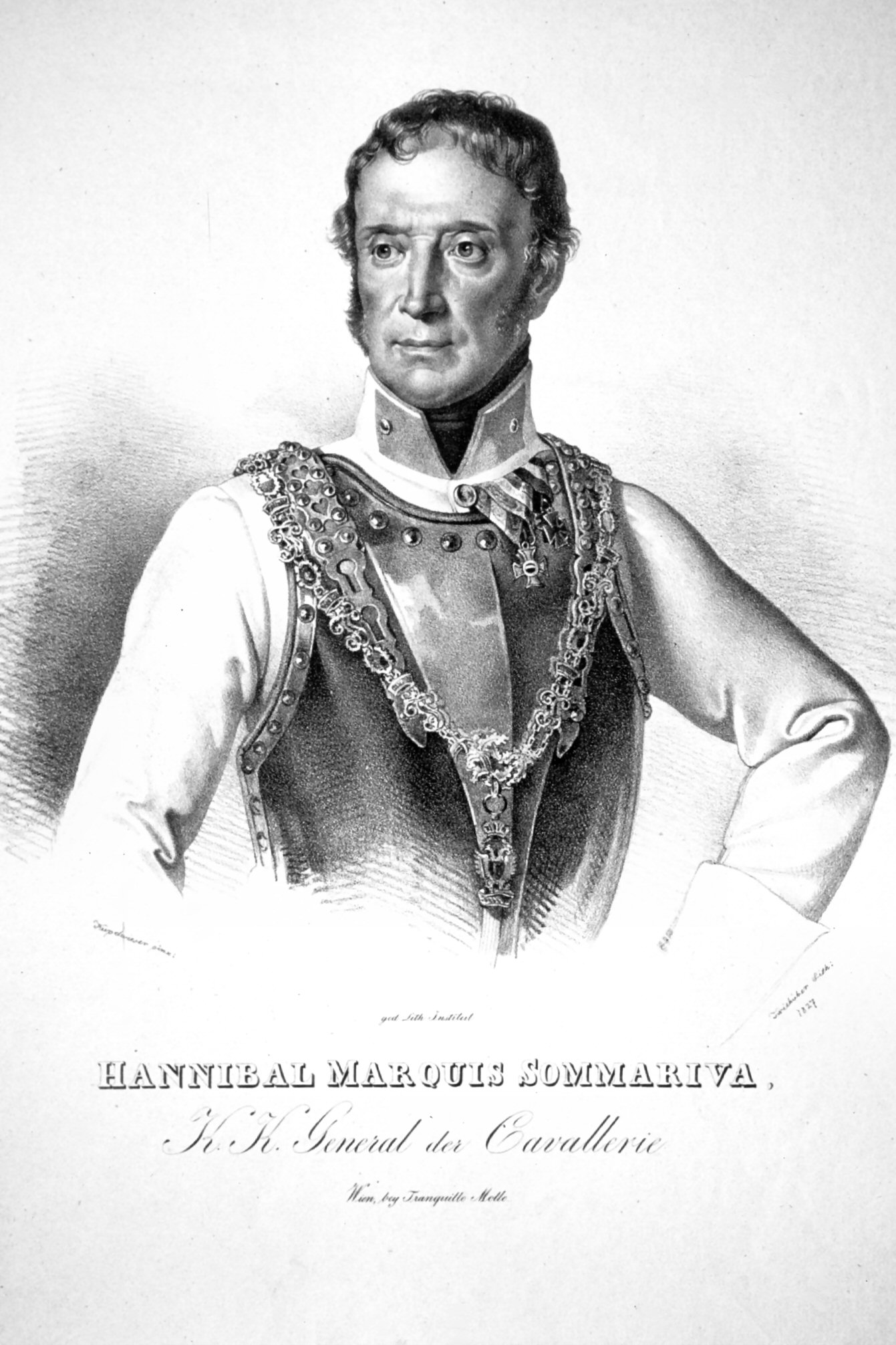
Il generale Annibale Sommariva

Seguendo le disposizione del maresciallo Bellegarde, le forze dell'esercito austriaco, adesso libere di spostarsi in Lombardia, attraversarono il Mincio e si incamminarono verso Milano. A comando di questo gruppo di soldati imperiali era il generale Annibale Sommariva. Le sue forze raggiunsero la capitale lombarda il 26 aprile, accolte da tutti i membri della Reggenza provvisoria. Sommariva, entrato a colloquio con Verri e il resto degli esponenti della Reggenza si limitò a leggere una dichiarazione del maresciallo Bellegarde: la popolazione lombarda era invitata a mantenere la tranquillità; le istituzioni del Regno d'Italia avrebbero provvisoriamente continuato a svolgere le proprie funzioni in autonomia. L'occupazione austriaca era, almeno per il momento, da ritenersi una misura esclusivamente temporanea. Comunque, per evitare l'insorgere di uno spirito "partigiano", la stampa fu pesantemente sottoposta a censura.
Sommariva, giunto a Milano, informò la Reggenza che egli avrebbe preso il potere in nome delle potenze coalizzate e che a queste ultime solamente spettava la decisione finale sul Regno d'Italia. Fu annunciata la possibilità di scambiare la moneta italiana con quella austriaca e che, dopo il mese di maggio, le tasse sarebbero state ridotte. Due giorni dopo, mentre il generale Neipperg entrava a Milano con 14 000 austriaci, l'intera Lombardia era stata militarmente occupata, seguendo le stipulazioni della Convenzione di Mantova. L'accoglienza riservata alle truppe austriache dai milanesi fu trionfale. L'8 maggio accadde lo stesso al momento dell'arrivo di Bellegarde e delle sue 12000 truppe.
L'arrivo di Bellegarde portò a un'intensificazione degli scontri tra il partito austriacante e quello italiano: dall'arrivo dei soldati imperiali a Milano, il favore popolare si era allontanato dalla causa indipendentista e si era progressivamente avvicinato a quella asburgica. Gli indipendentisti cercarono in ogni modo di non perdere terreno rispetto ai rivali: numerose volte si recarono da Bellegarde, esprimendo il loro desiderio di uno Stato indipendente o cercando da lui la promessa di un ampliamento territoriale per il Regno. Ci furono anche numerosi occasioni di scontro tra gli ufficiali dell'esercito austriaco e gli italiani: alcuni esempi sono le ingiustificate promozioni che Pino garantì a Lechi e Foscolo, il comportamento del generale Mayer von Heldenfeld a Mantova e il massiccio utilizzo di propaganda filo-austriaca. Gli austriaci stavano cercando di estendere la loro influenza il più possibile e questo non fu particolarmente gradito né dalla Reggenza né dagli indipendentisti. Lo scontro tra le due autorità non passò inosservato: la moglie di Confalonieri gli scrisse al riguardo, lamentandosi profusamente del problema, mentre Durini si dimise dalla propria carica il 10 maggio citando lo stesso motivo.

## La fine dell'indipendenza italiana

### La conferenza di Parigi

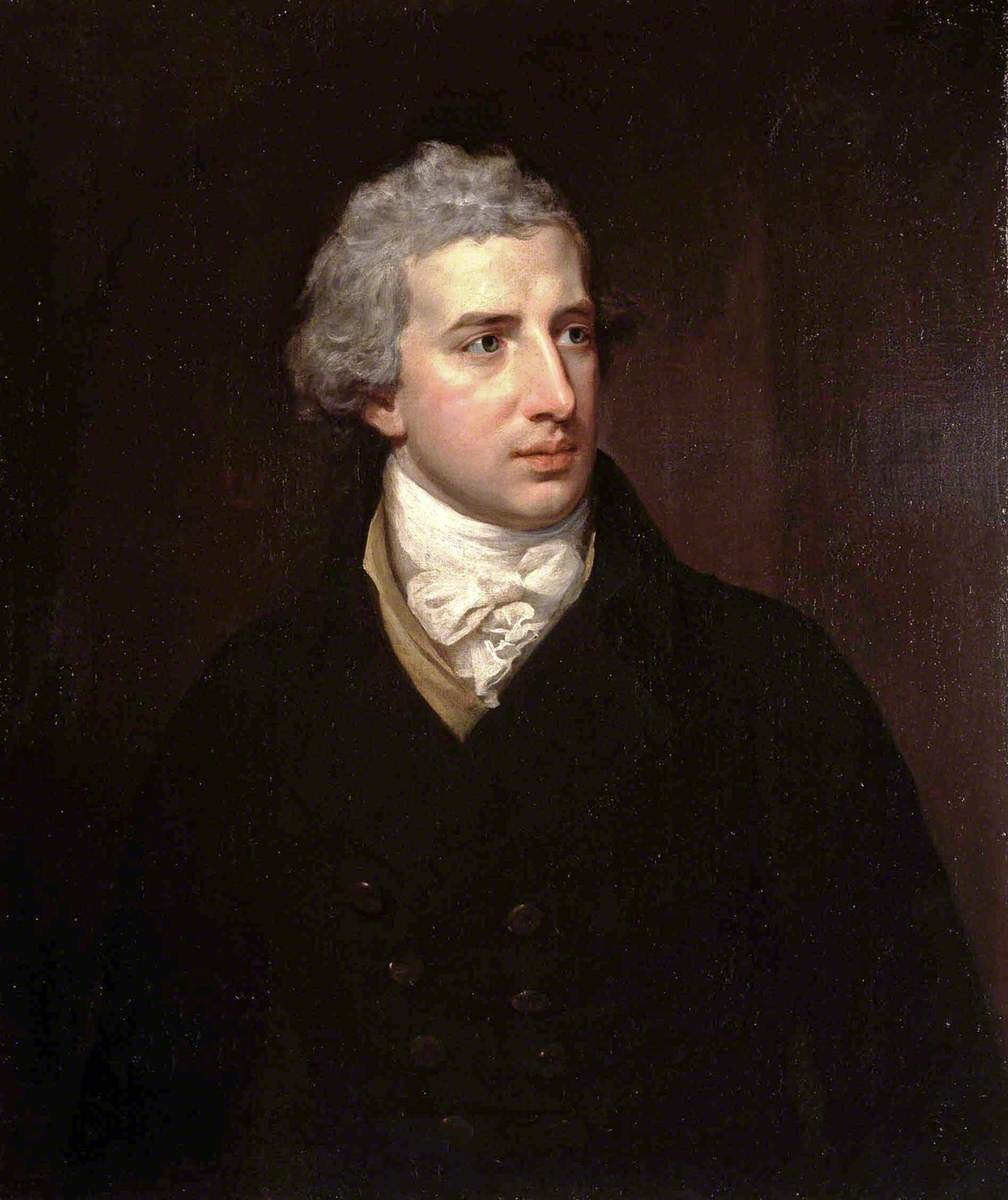
Lord Castlereagh, Ministro degli Esteri britannico

Le flebili speranze di ottenere l'indipendenza per l'Italia erano nelle mani dei delegati inviati a Parigi. La prima parte della spedizione italiana raggiunse la capitale francese il 30 aprile, trovando sul posto i generali Fontanelli e Bertoletti, che Eugenio aveva mandato in sua rappresentanza qualche giorno addietro. Fontanelli, inizialmente spavaldo e pronto a sostenere la resistenza anti-austriaca e la causa del viceré, dopo le ultime notizie giunte, si era accomodato su posizioni più moderate, limitandosi a rispettare le volontà della nazione. Confalonieri capì che la missione dei due militari a Parigi era stata vana e intuì che anche la loro avrebbe avuto una sorte simile. Infatti, il 3 maggio scriveva alla moglie, dicendo che senza ombra di dubbio Lombardia e Veneto erano già state promesse all'Austria e che gli italiani erano giunti a trattare della loro esistenza con un mese di ritardo, quando ormai restavano loro solo le suppliche. In effetti, Metternich e Castlereagh avevano già architettato mesi prima la nuova forma che l'Italia settentrionale avrebbe preso: Lombardia e Veneto all'Austria, Liguria ai Savoia, Emilia-Romagna divisa tra i Ducati di Parma e di Modena e lo Stato della Chiesa.
Il primo monarca a ricevere gli italiani fu l'imperatore Francesco il 7 maggio. Nonostante avesse accettato di buon grado di ricevere gli italiani, egli era di avviso completamente diverso rispetto alla delegazione: vedeva l'Italia settentrionale come sua per diritto e pensava già agli italiani come ai suoi sudditi. Concedendo loro udienza, voleva dimostrare di essere un buon sovrano e non ascoltare le loro parole, tanto che si precipitava a cambiare discorso ogni volta che l'espressione "Regno Italico" veniva menzionata, dicendo che l'Italia era stata assegnata a lui dalle altre potenze.  Dopo questo primo incontro, la spedizione italiana continuò a collezionare fallimenti. Humboldt, diplomatico prussiano, fece intendere agli italiani che il suo governo era propenso ad affidare il controllo del Nord della penisola all'Austria come compensazione per gli sforzi bellici, esattamente come la Prussia stessa avrebbe fatto a spese di altri numerosi micro-Stati della Germania. Anche la risposta di Castlereagh non fu particolarmente conciliante con le proposte dei delegati milanesi. Confalonieri, che si era fatto oratore, espose il progetto di costruire una monarchia costituzionale sul modello inglese, basata su principi liberali e con solide istituzioni. Il ministro inglese, però, rammentò al conte che non tutti gli Stati si prestavano al modello britannico e che in Italia, precisamente in Sicilia, questo si era dimostrato fallimentare. Inoltre, affermò che, differentemente dai francesi, il governo austriaco aveva provato nel corso del tempo di essere un esempio di correttezza e bontà nel trattamento dei propri sudditi e che gli italiani non avevano nulla da temere. Della stessa idea era Lord Aberdeen, un altro ambasciatore inglese. L'incontro con lo zar fu, probabilmente, ancora più umiliante, dato che furono avvertiti anticipatamente che non erano ricevuti in qualità di delegazione ma piuttosto come "illustri italiani", il che era sufficiente a confermare che lo zar non aveva la minima intenzione di supportare la loro causa, specialmente dopo quanto accaduto a Eugenio, il quale godeva della sua stima.

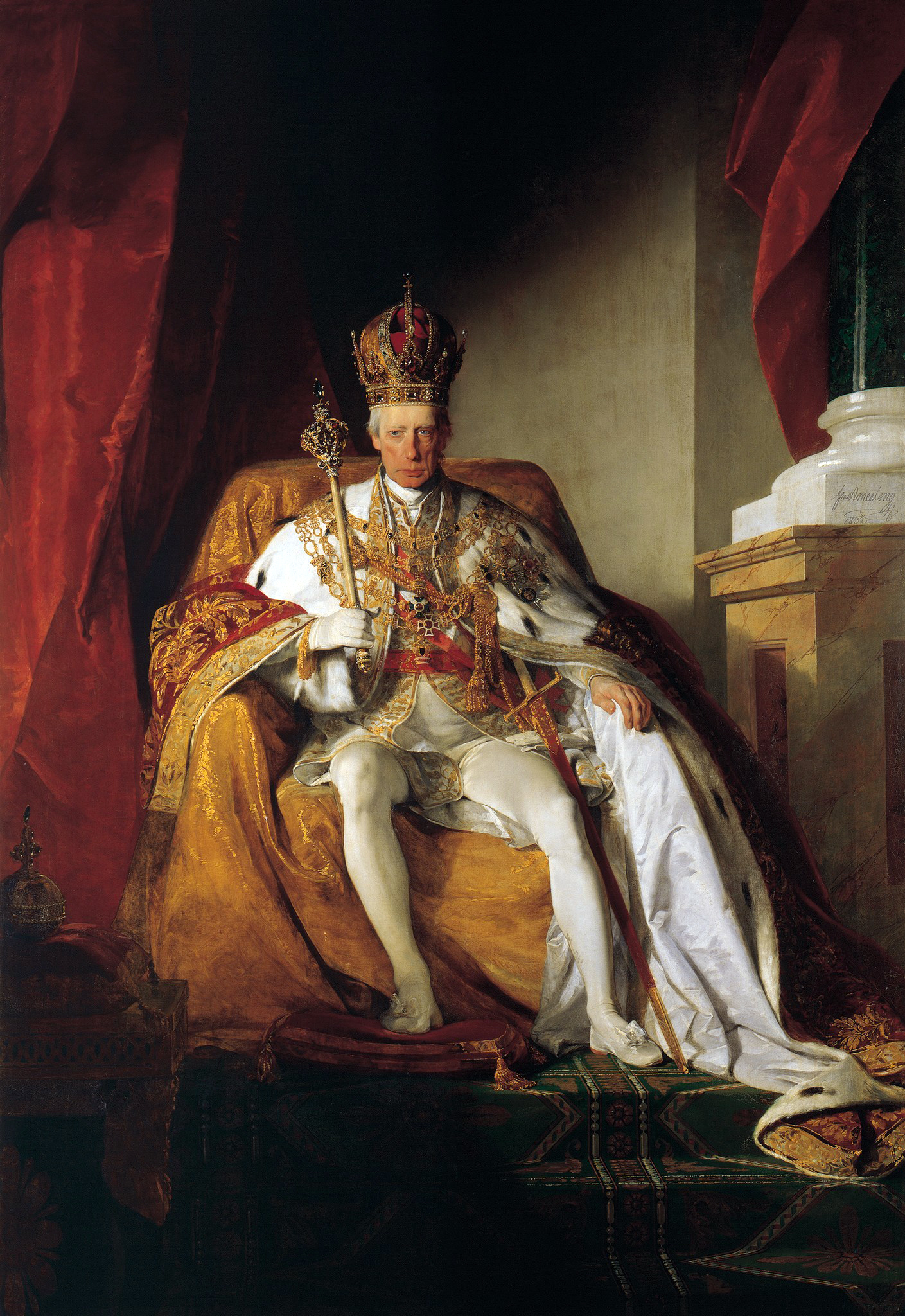
L'imperatore Francesco II d'Austria

Prima di fare ritorno in Italia, l'imperatore austriaco richiese un nuovo colloquio con la delegazione italiana. Il 27 maggio, le due parti si incontrarono, con uno spirito molto differente dal precedente colloquio: i milanesi, dei quali si fece portavoce Litta, chiesero delle rassicurazioni al sovrano austriaco sulla nuova gestione del regno che si sarebbe formato in Lombardia e Veneto. Il sovrano si dimostrò ben disposto verso gli italiani, ammettendo persino che in molte istanze era propenso a non intervenire senza avere prima consultato il loro parere in merito. L'impressione che quest'ultimo colloquio, così come tutta la spedizione parigina, aveva lasciato era che gli italici, dai quali era quasi esclusivamente composta la delegazione, avessero completamente fallito nel loro obiettivo e come magrissima consolazione avevano ricevuto un sovrano capace di far loro delle belle promesse. Come scrisse lo stesso Confalonieri alla moglie:
(Lettera di Federico Confalonieri alla moglie Teresa Casati, Parigi, 18 maggio 1814)
Curiosamente, capitò anche che Eugenio, invitato a Parigi dagli Alleati, incontrasse casualmente i membri della delegazione italiana. L'incontro forse più significativo fu quello tra l'ex viceré e Confalonieri, entrambi in attesa di colloquio con Lord Castlereagh, dove entrambi si prestarono a un imbarazzato silenzio. Eugenio, ancora molto apprezzato dalle élite di tutta Europa, era in attesa di una risposta sui possedimenti che a lui spettavano: come fu poi confermato a Vienna, non poterono essere affidati a lui i possedimenti delle Isole Ionie, di Pontecorvo o di Genova. Fu risarcito con un'ingente indennità e fu confermato il possesso di tutti i suoi beni privati nel Regno d'Italia. Tornato in Baviera dal suocero, fu investito duca di Leutenberg.

### Il passaggio definitivo all'Austria

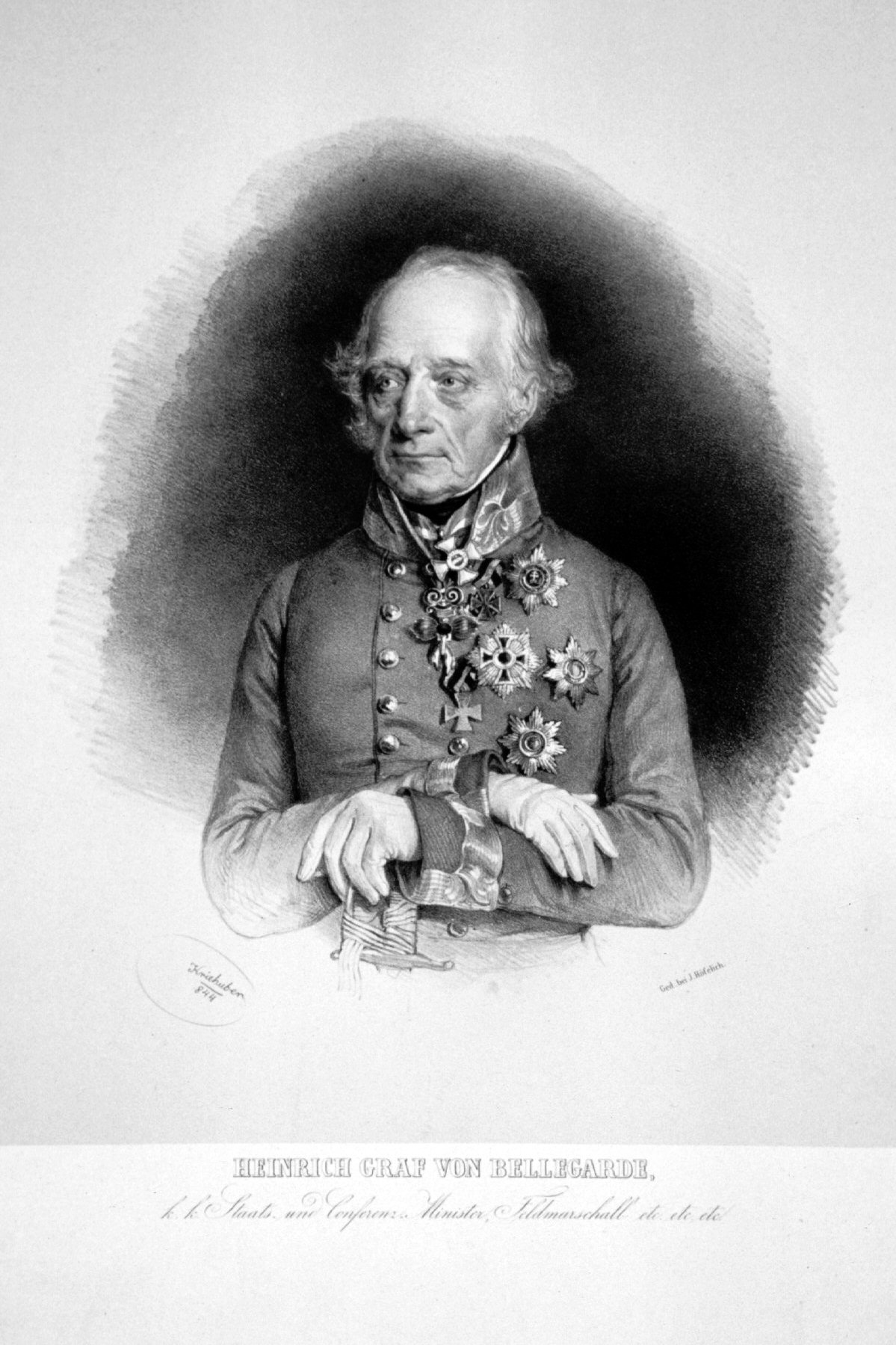
Il maresciallo Bellegarde nel 1844

Il 14 maggio l'imperatore Francesco inviò un lettera al maresciallo Bellegarde con all'interno le disposizioni riguardo all'Italia settentrionale: Bellegarde avrebbe assunto allo stesso tempo il ruolo di comandante militare delle forze austriache in Italia e di governatore civile della regione. Sarebbe stato concesso alla Reggenza provvisoria di proseguire nel proprio compito a patto che lo stesso Bellegarde ne fosse messo a capo mentre, poiché la regione era stata "conquistata", non si sarebbe aperto alcun dialogo riguardante costituzioni, Senato o rappresentanza di alcun genere. Questo includeva i Collegi elettorali, che sarebbero stati preso aboliti. Oltre a ciò, furono consegnate a Bellegarde delle istruzioni sui comportamenti da tenere nei confronti della nuova provincia dell'Impero austriaco: con l'eccezione dell'abolizione dei Collegi elettorali, nessun'altra modifica degna di nota doveva essere apportata, a meno di una estrema necessità. Ogni rapporto doveva essere rivolto direttamente all'imperatore.
Nel frattempo, la Reggenza cominciò a notare un progressivo calo del proprio potere in favore degli austriaci, ormai infiltrati all'interno dell'apparato burocratico statale. I suoi membri, che erano già rassegnati alla futura dominazione austriaca, non si dimisero solamente per mantenere la dignità personale. La fine del regno era stata già prevista e riportata da Confalonieri in una lettera del 22 maggio. Solo tre giorni dopo, il 25 maggio, un avviso pubblico sormontato da un'aquila imperiale annunciava che il maresciallo Bellegarde era stato nominato plenipotenziario per la regione lombarda. Il giorno seguente, seguendo le direttive precedenti, sciolse i Collegi elettorali, il Senato e il consiglio di Stato e assunse la presidenza del governo provvisorio. Il 12 giugno un altro proclama stabilì ufficialmente che le provincie lombarde erano passate definitivamente a far parte dell'Impero austriaco. Le acquisizioni austriache vennero poi confermate anche dal Congresso di Vienna: il Lombardo-Veneto, la Valtellina, il Mantovano e l'Oltrepò Pavese finirono tutti sotto il dominio della corona asburgica.

## L'opposizione al regime austriaco
Bellegarde fu esplicitamente istruito di distruggere ogni legame tra il regime precedente e quello imperiale: fu impedito pubblicamente l'utilizzo della coccarda milanese promossa dalla Reggenza; tutte le società segrete, specialmente quelle di tipo massonico, furono sciolte; tutti gli emblemi del vecchio regime dovevano essere distrutti. Mentre gli "austriacanti" furono particolarmente entusiasti delle misure adottate e del governo di Bellegarde, gli altri partiti dimostrarono molto meno entusiasmo. Delusi furono sicuramente i membri dell'esercito, disposti a difendere l'indipendenza a ogni costo e "traditi" dalla decisione di Eugenio. Per non consegnare le insegne e gli stendardi agli austriaci, gli ufficiali italiani le bruciarono e ne mangiarono le ceneri. Il generale Teodoro Lechi fu l'affidatario dell'unica aquila dell'esercito rimasta e la tenne nascosta per oltre trent'anni, prima di consegnarla a Carlo Alberto nel 1848. Più tardi, nel settembre 1814 molti degli esponenti più illustri dell'ormai smantellato esercito italiano aderirono a una sollevazione, nel tentativo di rovesciare il governo di Bellegarde e riportare l'Italia settentrionale all'indipendenza: nel momento di agire, Fontanelli si tirò indietro e gli altri generali seguirono a ruota. Gli agenti segreti austriaci, a conoscenza di tutto, arrestarono tutti i congiurati e li fecero processare, prima annunciando la pena capitale e poi commutandola in ergastolo.

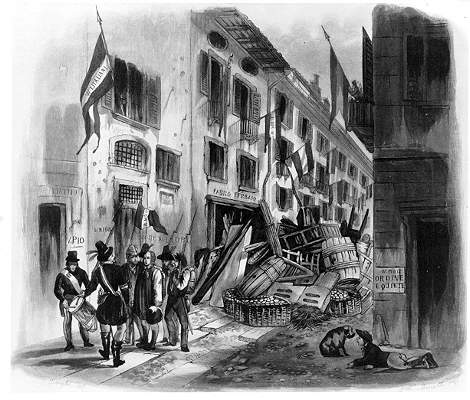
Le Cinque giornate di Milano. Uno dei massimi esempi della resistenza anti-austriaca e del desiderio di unità nazionale.

Più in generale gli intellettuali delusi dalla dominazione austriaca iniziarono presto a manifestare il loro dissenso nei confronti del regime asburgico, facendosi paladini della prosecuzione e della diffusione degli ideali liberali che per vent'anni avevano permeato l'Italia. L'esperienza unitaria aveva infatti risvegliato un forte senso di identità nazionale, che mal si rapportava con una dominazione straniera, soprattutto una dominazione assolutistica come quella asburgica. Comunque, l'aperta ostilità nei confronti delle autorità austriache era severamente scoraggiata e punita. Ad esempio, Confalonieri, che aveva passato gli anni seguenti alla rivoluzione a giustificare il suo ruolo e difendersi dalle accuse, finanziò assieme a Porro Lambertenghi la pubblicazione de Il Conciliatore. Il giornale venne soppresso dal governo austriaco solo un anno dopo la sua fondazione a causa dei vari articoli di natura politica. 
Dove non era possibile operare liberamente contro il governo austriaco, si attivarono diverse società segrete. Nonostante i divieti, le società segrete come Massoneria e Carboneria erano parte integrante del nuovo quadro politico italiano e stavano ingrossando considerevolmente le proprie file. La restaurazione aveva rifiutato tutte le concessioni riguardanti gli ideali che si erano diffusi nel passato ventennio e le società segrete si proponevano di abbattere o cambiare i governi, in modo da diffondere nuovamente la dottrina liberale. Queste società agirono prevalentemente nella prima parte dell'Ottocento, organizzando i moti del 1820-1821 e del 1831. Il fallimento di questi moti portò poi alla nascita di correnti moderate che aspiravano a una maggiore e più aperta partecipazione agli sforzi per il raggiungimento dell'indipendenza e dell'unità italiana, concretizzatasi sotto la dinastia sabauda nel 1861.